# Дзеркало Уранії

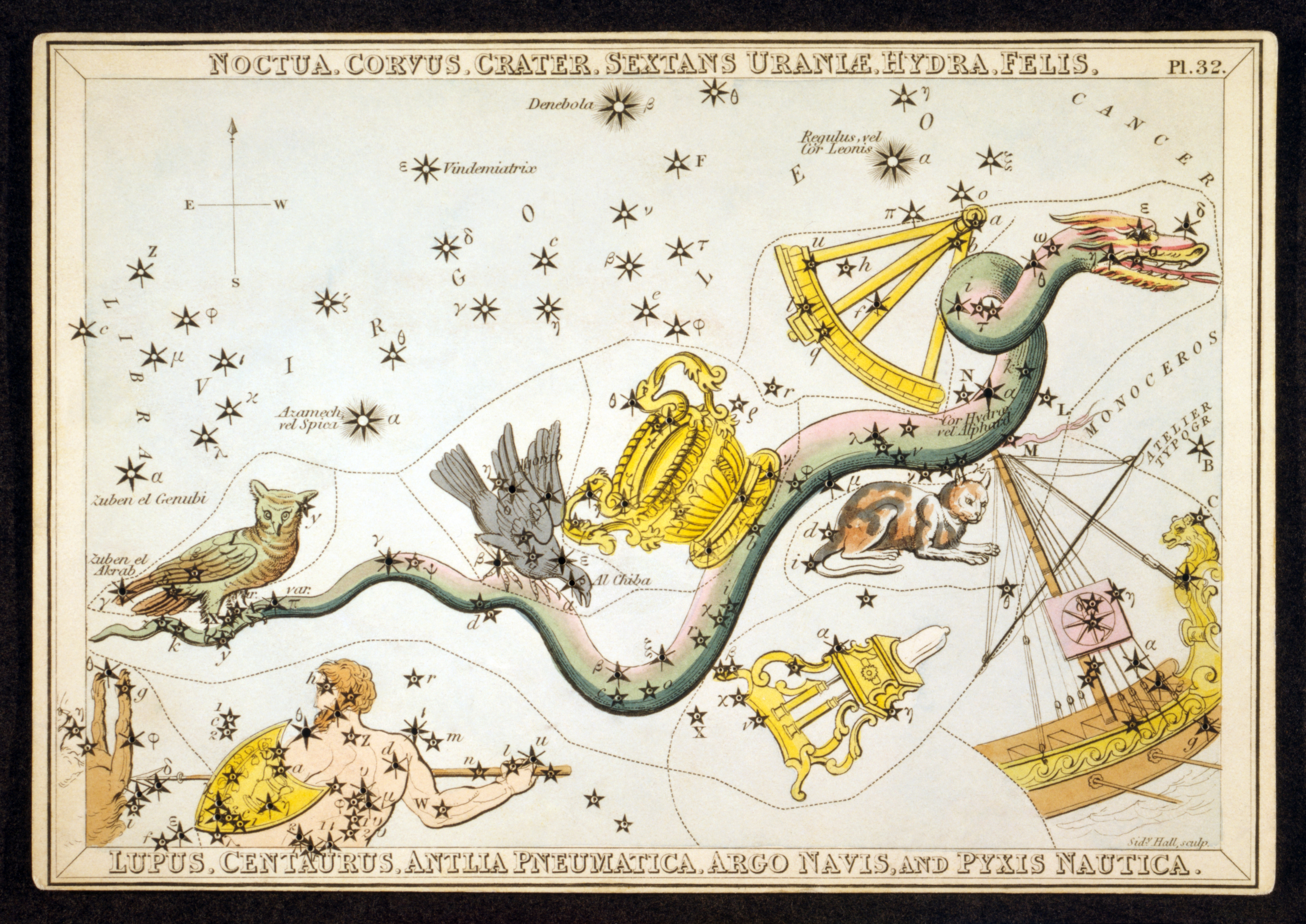
Картка 32 ілюструє дванадцять сузір'їв: дев'ять сучасних (Ворон, Чаша, Секстант, Гідра, Вовк, Центавр, Насос і Компас), нині розділене сузір'я Корабель Арго і колишні сузір'я Сова і Кішка.

«Дзеркало Уранії, або вид на небеса» (англ. Urania's Mirror; or, a view of the Heavens) — набір із 32 астрономічних карт зоряного неба, вперше опублікований 1824 року й відтоді кілька разів перевиданий. Кожна зображена зоря мала невеличкий отвір, щоб надати уявлення про вигляд сузір'я, якщо тримати картку напроти світла. На обкладинці набору зображена Уранія — муза астрономії. Набір карт поширювали разом із супровідною книгою під назвою «Знайомий трактат з астрономії…».
Ряд сузір'їв, представлених у «Дзеркало Уранії», сучасні астрономи вже не використовують. Зображення сузір'їв засновані на «Небесному атласі» Александра Джеймісона. Гравюри виготовив Сідні Голл. Спочатку стверджували, що дизайн карт розробила «якась леді», але в кінці XX століття виявили, що автором карт був преподобний Річард Рауз Блоксем, асистент школи Рагбі.

## Опис

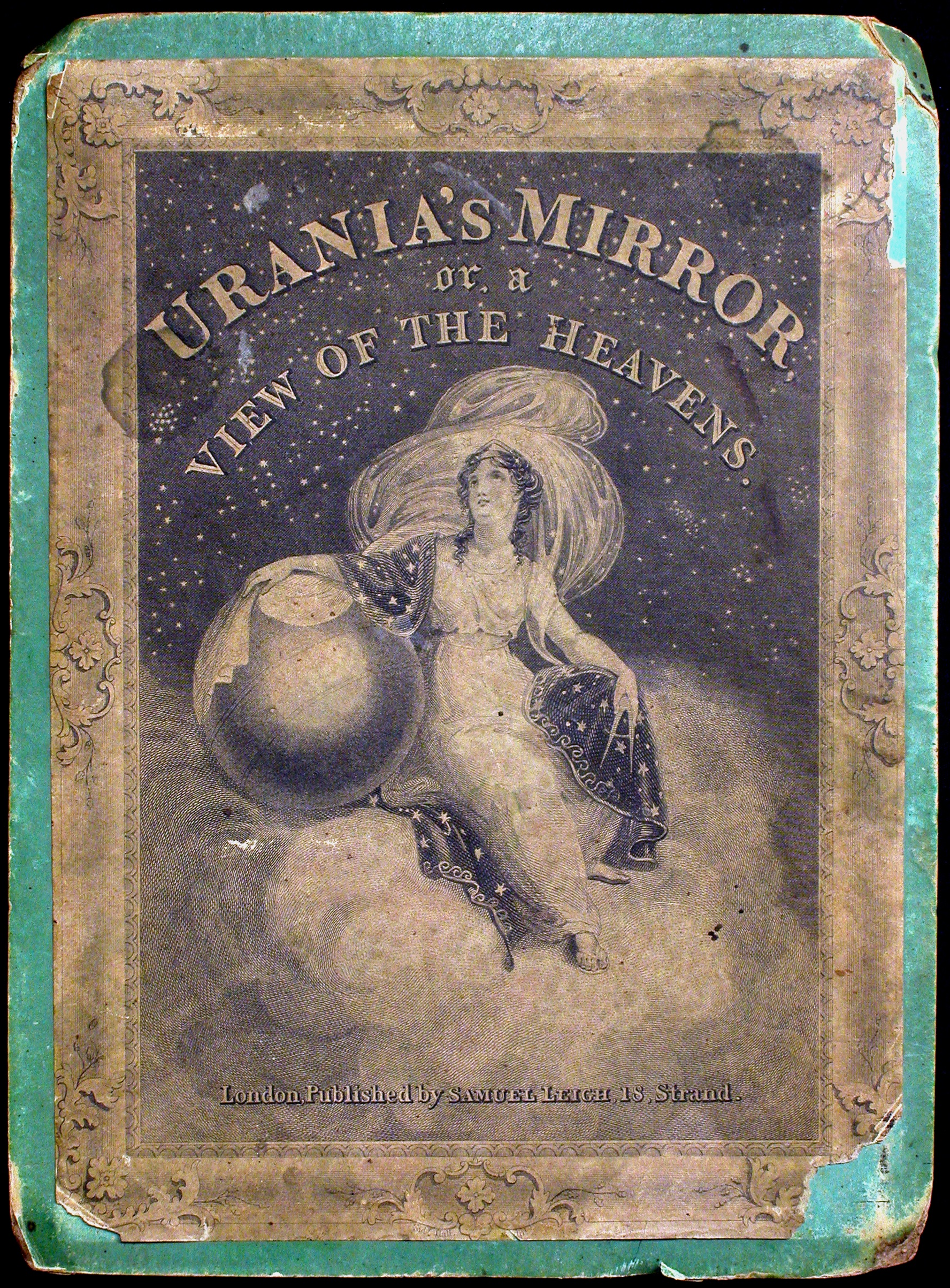
Обкладинка коробки першого видання «Дзеркала Уранії»

«Дзеркало Уранії» вперше видали у листопаді 1824 року. Воно ілюструє 79 сузір'їв на 32 окремих картках. Деякі з зображених сузір'їв з часом застаріли, як і деякі підсузір'я, такі як Голова Медузи (голова Медузи, яку несе Персей). «Дзеркало Уранії» спочатку рекламували як атлас, який містить «всі сузір'я, видимі в Британській імперії», але насправді деякі південні сузір'я були відсутні. Реклама другого видання 1825 року стверджувала лише про ілюстрації сузір'їв, видимих з самої Великої Британії. Кожна картка має розмір 8 на 5+1⁄2 дюймів (приблизно 20 на 14 см). Деякі карти зосереджені на одному сузір'ї, інші містять декілька. Наприклад, картка 32, зосереджена на Гідрі, зображує 12 сузір'їв, деякі з яких зараз вже не використовують. Картка 28 місить 6 сузір'їв, а решта карток — 4 й менше. 
Йосафат Аспін написав супровідну книгу до карток під назвою «Знайомий трактат з астрономії, що пояснює загальні явища небесних тіл; з численними графічними ілюстраціями» (англ. A Familiar Treatise on Astronomy, Explaining the General Phenomena of the Celestial Bodies; with Numerous Graphical Illustrations). Картки та книга були в коробці, на якій зображено жінку, що, ймовірно, символізувала Уранію, музу астрономії. «Дзеркало Уранії» опублікувало видавництво Samuel Leigh за адресою Стренд 18, Лондон, але до четвертого видання видавництво переїхало на адресу Стренд 421 та змінило свою назву на M. A. Leigh.
Дослідник історії «Дзеркала Уранії» П. Д. Гінглі називає цей атлас «одним із найчарівніших та візуально найпривабливіших з багатьох посібників для самостійного навчання астрономії, створених на початку дев'ятнадцятого століття». Щодо головної особливості — отворів у центрах зір, призначених для показу сузір'я, якщо тримати картку проти світла — він зазначає, що, оскільки розмір отворів відповідає зоряній величині, сузір'я виглядають досить реалістично. Аян Рідпат здебільшого погоджується, описуючи ці отвори як «привабливу особливість», але зазначаючи, що в ті часи світло отримували переважно від свічок, і багато карток, ймовірно, згоріли, коли їх необережно тримали перед полум'ям. Він відзначає три інші спроби використати таку ж конструкцію з отворами — «Небесний атлас» (Atlas céleste) Франца Ніклауса Кеніга (1826), «Небесний атлас у прозорих картах» (нім. Himmels-Atlas in transparenten Karten) Фрідріха Брауна (1850) і «Небесний атлас» (нім. Himmelsatlas) Отто Меллінгера (1851), — але стверджує, що їм бракує майстерності «Дзеркала Уранії».

### Запозичення з «Небесного атласу»

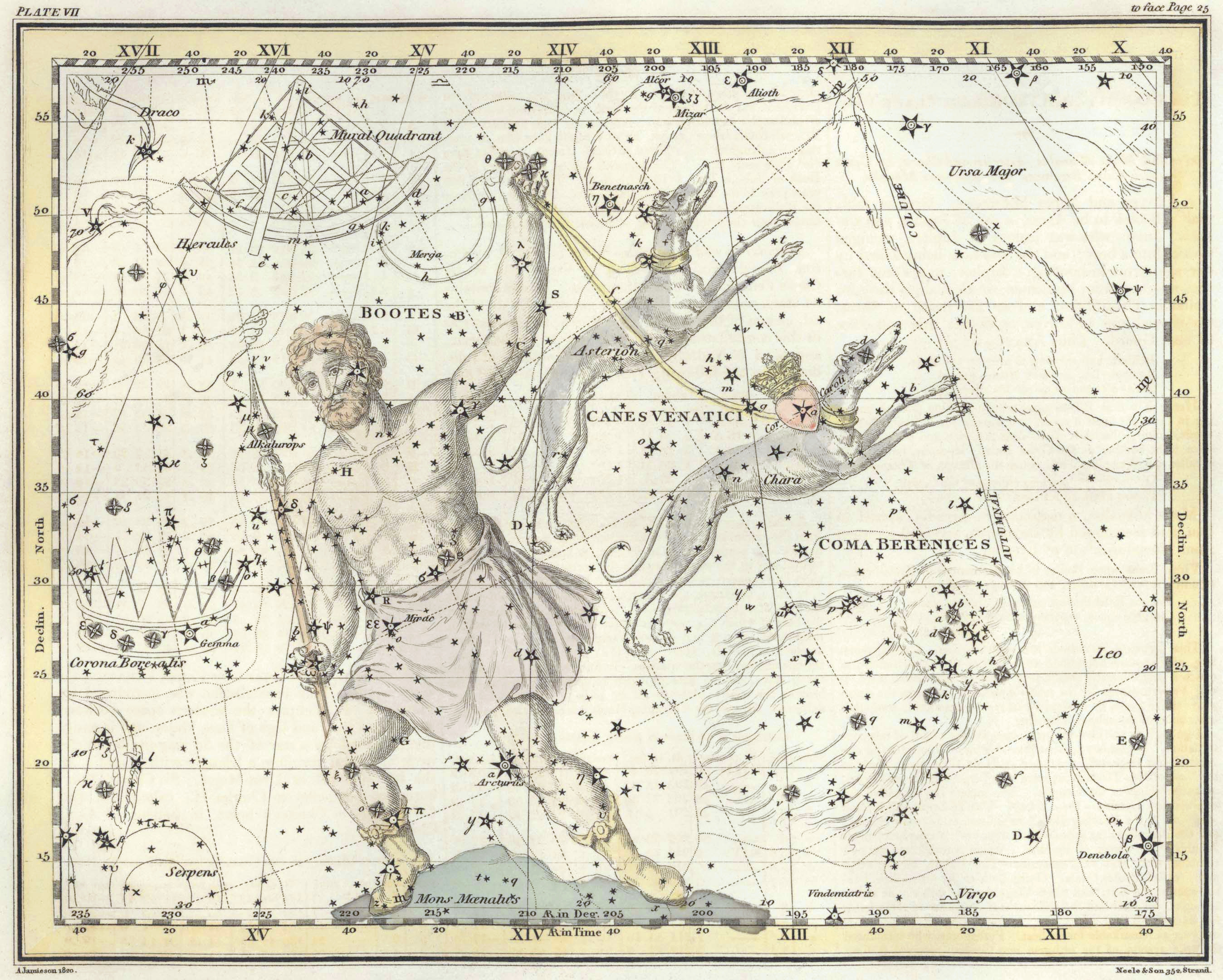
«Небесний атлас», картка 7
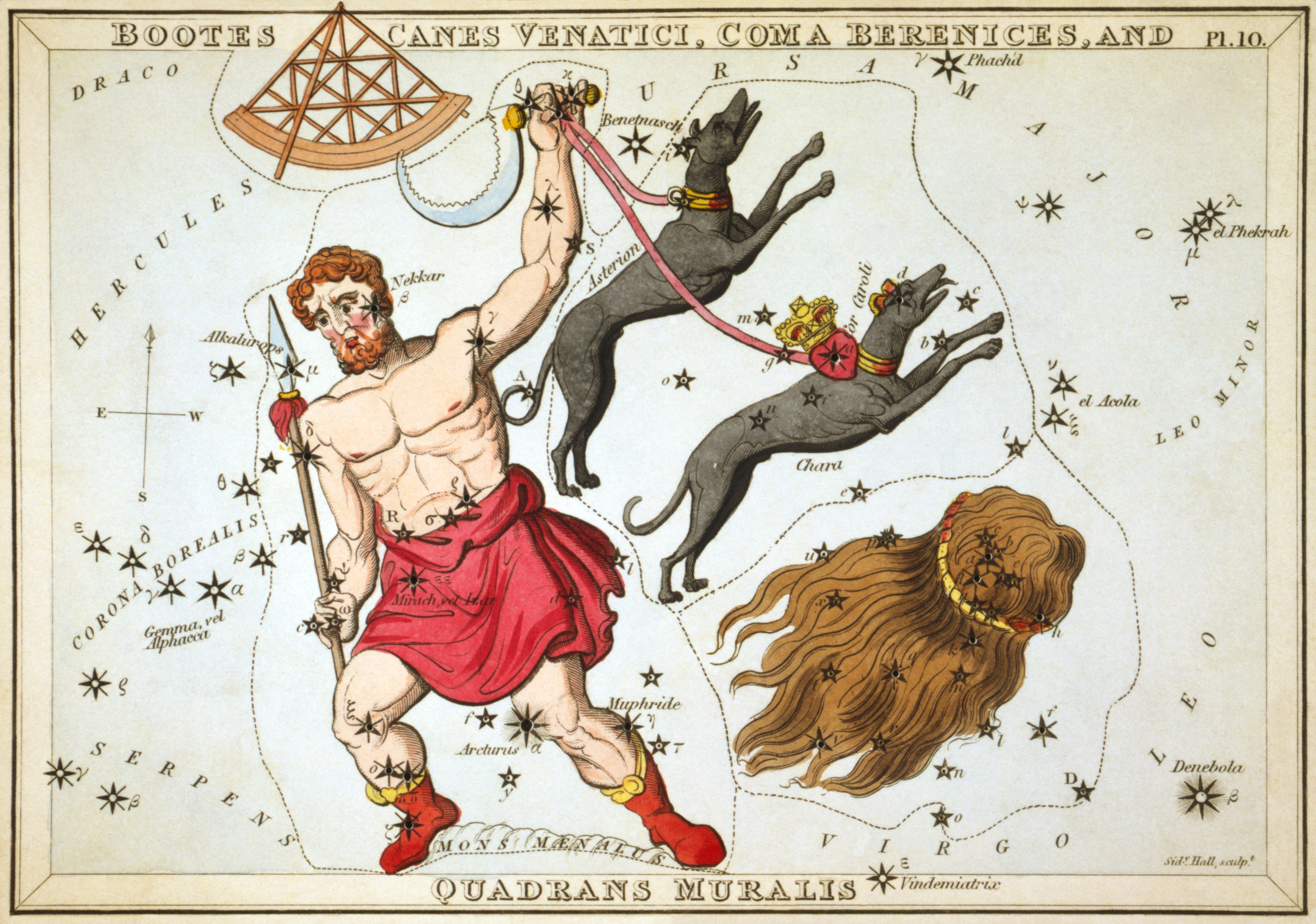
«Дзеркало Уранії», картка 10

Зображення сузір'їв у «Дзеркалі Уранії» перемальовані з «Небесного атласу» Александра Джеймісона, опублікованого приблизно трьома роками раніше, і наслідують унікальні атрибути атласу Джеймісона, зокрема введені там нові сузір'я Сова та Ніломір (прилад для вимірювання розливів Нілу), який тримає Водолій.

## Авторство

Реклама «Дзеркала Уранії» за грудень 1824 року, яка зазначає, що вона стане «гідним» різдвяним подарунком

У рекламі «Дзеркала Уранії», а також у вступі до супутньої книги «Знайомий трактат з астрономії…» дизайн карток приписаний просто деякій «леді», яка у вступі до книги описана як «молода». Це породило багато гіпотез щодо її особи. Одні припускали, що це могла бути одна з видатних жінок-астрономів, зокрема Кароліна Гершель або Мері Сомервілль, інші ж вважали, що це гравер Сідні Голл. Особистість дизайнера залишалася невідомою протягом 170 років. 1994 року, під час архівування сертифікатів про дострокові вибори, що використовувалися для висування кандидатів до Королівського астрономічного товариства, П. Д. Гінглі знайшов сертифікат, у якому пропонували обрати до товариства преподобного Річарда Рауза Блоксема та називали його «автором „Дзеркала Уранії“». Хоча в нього було кілька відомих синів, інших відомих публікацій про нього немає. Головний відомий про нього біографічний факт — що він 38 років служив помічником майстра в школі Рагбі.
Причини приховування авторства невідомі. Гінглі зазначає, що багато тогочасних книг і журналів натякали, що жінки відіграли певну роль у їх створенні, можливо, щоб читачам ці публікації здавались простішими й більш доступними. Він припускає, що анонімність могла бути необхідною для захисту позиції Блоксема в Рагбі, але зазначає, що Рагбі був досить прогресивним навчальним закладом, що робить це малоймовірним. Як ще одну можливу причину анонімності називають просту скромність. Аян Рідпат, зазначаючи плагіат ілюстрацій з «Небесного атласу», припускає, що цього самого вже могло бути достатньо, щоб автор побажав залишитися анонімним.

## Видання

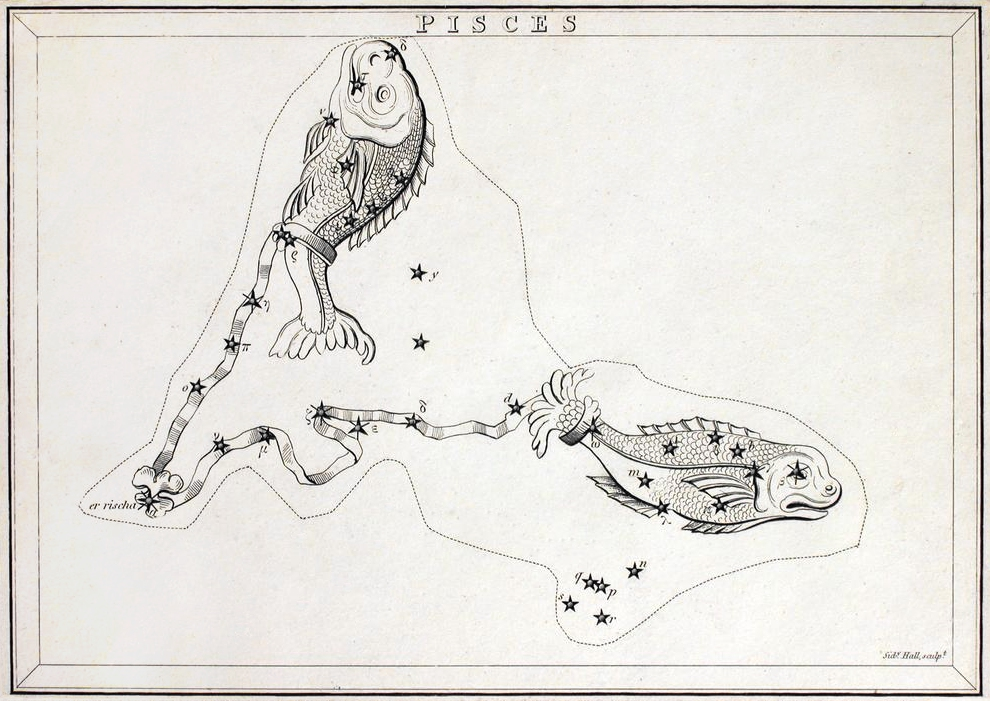
Риби у 1-у виданні, без навколишніх зір, «проста» картка.
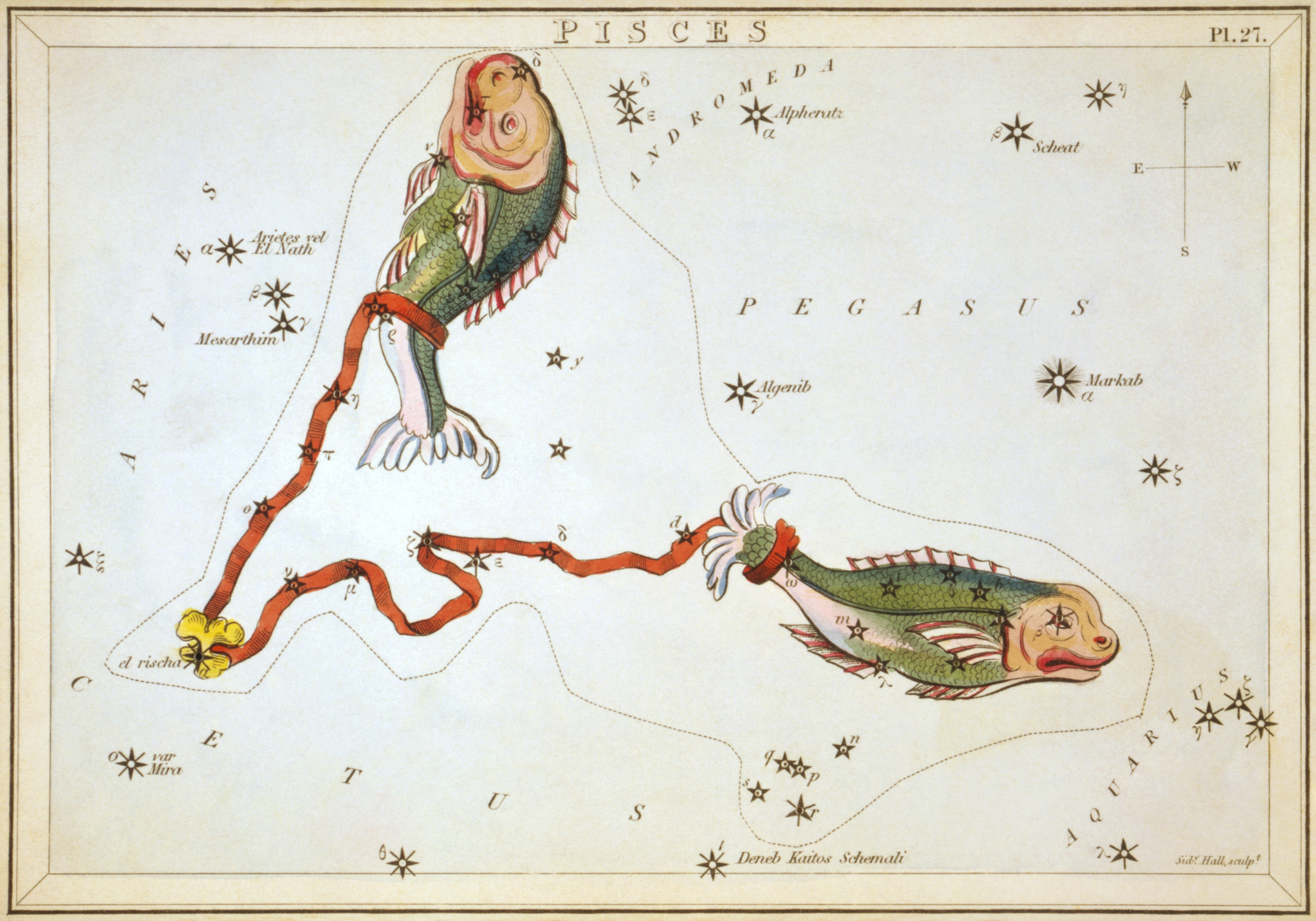
Риби у 2-у виданні, з навколишніми зорями, «повністю розфарбована» картка.

У рекламі за грудень 1824 року, в якій зазначалося, що картки були «щойно опубліковані», вони пропонувалися у «простому» варіанті за 1 фунт 8 шилінгів або «повністю розфарбовані» за 1 фунт 14 шилінгів. У цьому першому виданні на кожній картці були позначені зорі тільки у названих сузір'ях, а навколо них був залишений порожній простір. Це змінили у другому виданні, в якому зобразили й інші зорі навколо цих сузір'їв. Американське видання вийшло в 1832 році. Сучасні перевидання вийшли 1993 року, а Barnes & Noble відтворили американське видання (із супровідною книгою) у 2004 році. Супровідна книга «Знайомий трактат з астрономії…» Йосафата Аспіна витримала щонайменше чотири видання, останнє з яких вийшло в 1834 році. Друге видання відзначилося помітним розширенням змісту, збільшившись зі 121 сторінки в першому виданні до 200 сторінок у другому. На момент американського видання 1834 року книга складалася зі вступу, списку північних і південних сузір'їв, опису кожної з карток з історією та передісторією зображених сузір'їв, а також алфавітного списку зір з їхніми назвами та позначеннями Баєра, зоряною величиною та відповідним сузір'ям.
Рекламували другу частину «Дзеркала Уранії», яка мала включати ілюстрації планет та переносний планетарій, але немає жодних вказівок на те, щоб вона будь-коли була випущена.

## Зображені сузір'я
Більшість зображених в атласі сузір'їв збігаються з сучасними:
- Андромеда
- Близнята
- Велика Ведмедиця
- Великий Пес
- Ворон
- Візничий
- Вовк
- Водолій
- Волопас
- Волосся Вероніки
- Геркулес
- Гідра
- Гончі Пси
- Дельфін
- Діва
- Дракон
- Єдиноріг
- Жираф
- Заяць
- Змієносець
- Змія
- Кассіопея
- Кит
- Козоріг
- Лебідь
- Ліра
- Мала Ведмедиця
- Малий Кінь
- Малий Лев
- Малий Пес
- Мікроскоп
- Овен
- Орел
- Оріон
- Пегас
- Південна Корона
- Південна Риба
- Північна Корона
- Рак
- Риби
- Рись
- Скорпіон
- Стріла
- Стрілець
- Телескоп
- Телець
- Терези
- Трикутник
- Чаша
- Центавр
- Цефей
- Ящірка

Деякі сузір'я в атласі вказані під назвами, дещо відмінними від сучасних — повнішими версіями назв (у списку нижче сучасні назви вказані в дужках):
- Великий Лев (Лев)
- Голуб Ноя (Голуб)
- Лисичка з Гусаком (Лисичка)
- Майстерня Скульптора (Скульптор)
- Навігаційний Компас (Компас)
- Різець Скульптора (Різець)
- Ріка Ерідан (Ерідан)
- Персей і Голова Медузи (Персей)
- Пневматичний Насос (Насос)
- Секстант Уранії (Секстант)
- Хімічна Піч (Піч)
- Щит Собеського (Щит)

Також атлас містить кілька сузір'їв, які з часом вийшли з ужитку:
- Антіной (Антіной був коханцем римського імператора Адріана)[9]
- Арфа Георгія (символізує арфу британського короля Георга III)[10][11]
- Електрична Машина (зображує електростатичний генератор)[12]
- Кішка (введене Лаландом, любителем котів)[13]
- Корабель Арго (символізувало корабель аргонавтів, тепер розділене на Кіль, Вітрила та Корму)[14]
- Настінний Квадрант (створене Лаландом на честь встановленого на стіні квадранта, який він і його племінник використовували для вимірювання положення зір)[15]
- Північна Муха (зображує муху, не плутати із сучасним південним сузір'ям Муха)[16]
- Північний Олень (назване на честь експедиції Мопертюї до Лапландії)[17]
- Повітряна Куля (символізує повітряну кулю братів Монгольф'є)[18]
- Типографія (зображує друкарню Гутенберга)[19]
- Слава Фрідріха (назване на честь прусського короля Фрідріха II)[20]
- Сова (замінило собою інше застаріле сузір'я Самотній Дрізд, введене на честь вимерлого нелітаючого птаха дронта-самітника)[21]
- Сторож Урожаю (назва лат. Custos Messium є каламбуром на ім'я мисливця за кометами Шарля Мессьє, фр. Charles Messier)[10][22]
- Телескоп Гершеля (назване на честь Вільяма Гершеля)[23]
- Телець Понятовського (зображує бика на гербі польського короля Станіслава-Августа Понятовського)[24]

Застарілі сузір'я Гора Менала і Цербер зображені й підписані як частини Волопаса й Геркулеса відповідно, але не виділені в окремі сузір'я.

## Галерея

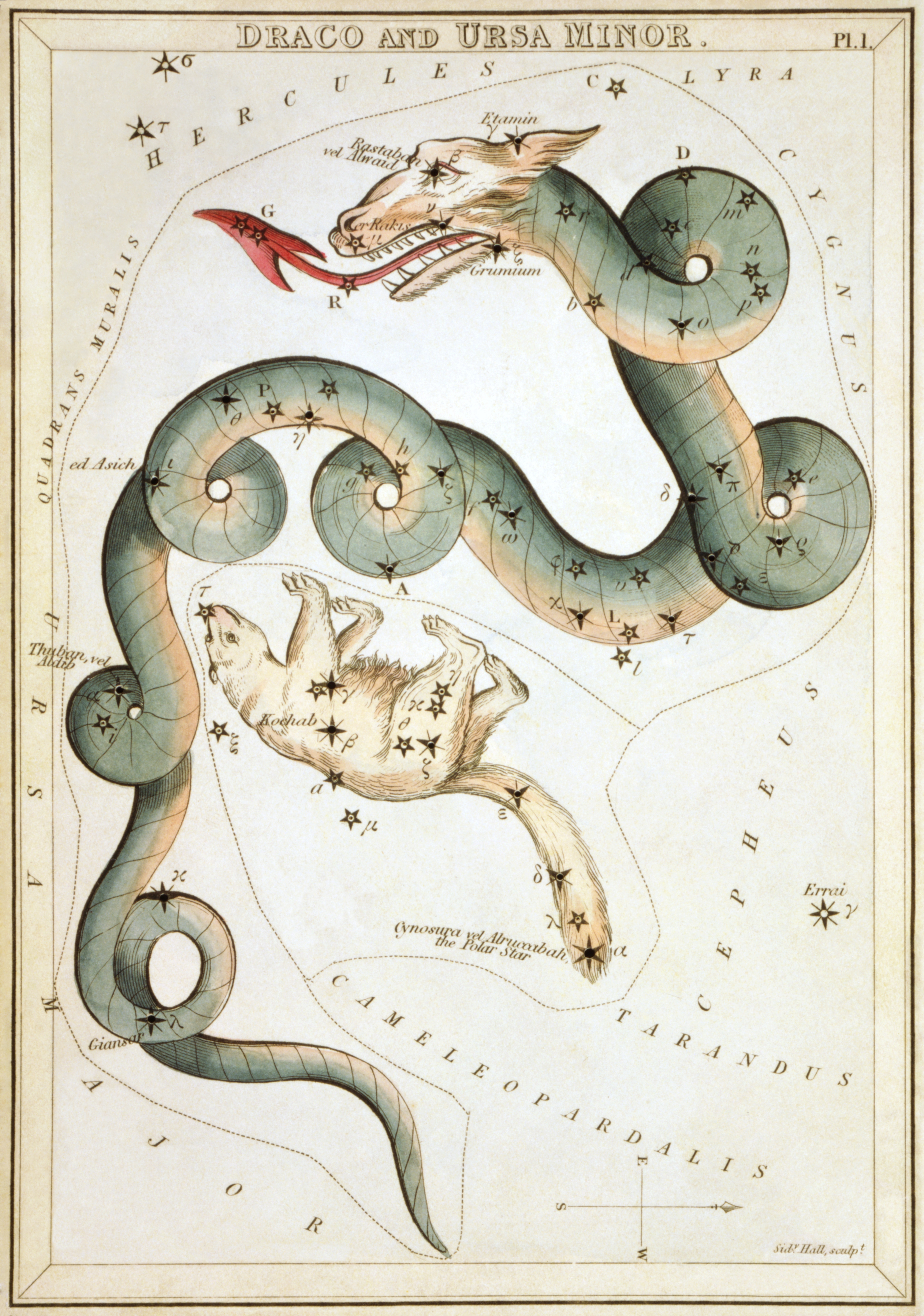
Картка 1. Дракон та Мала Ведмедиця.
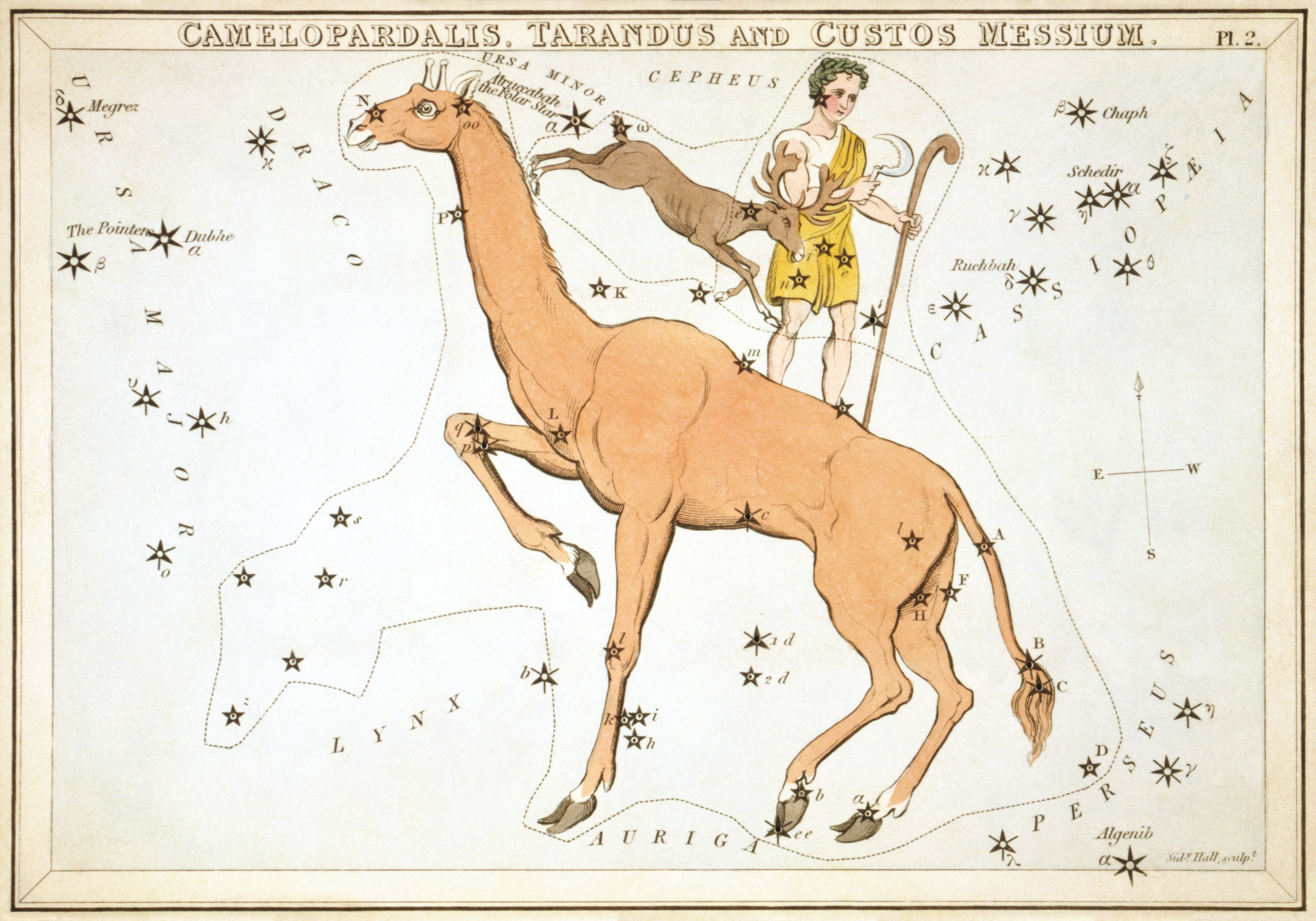
Картка 2. Жирафа, Північний Олень та Сторож Урожаю.
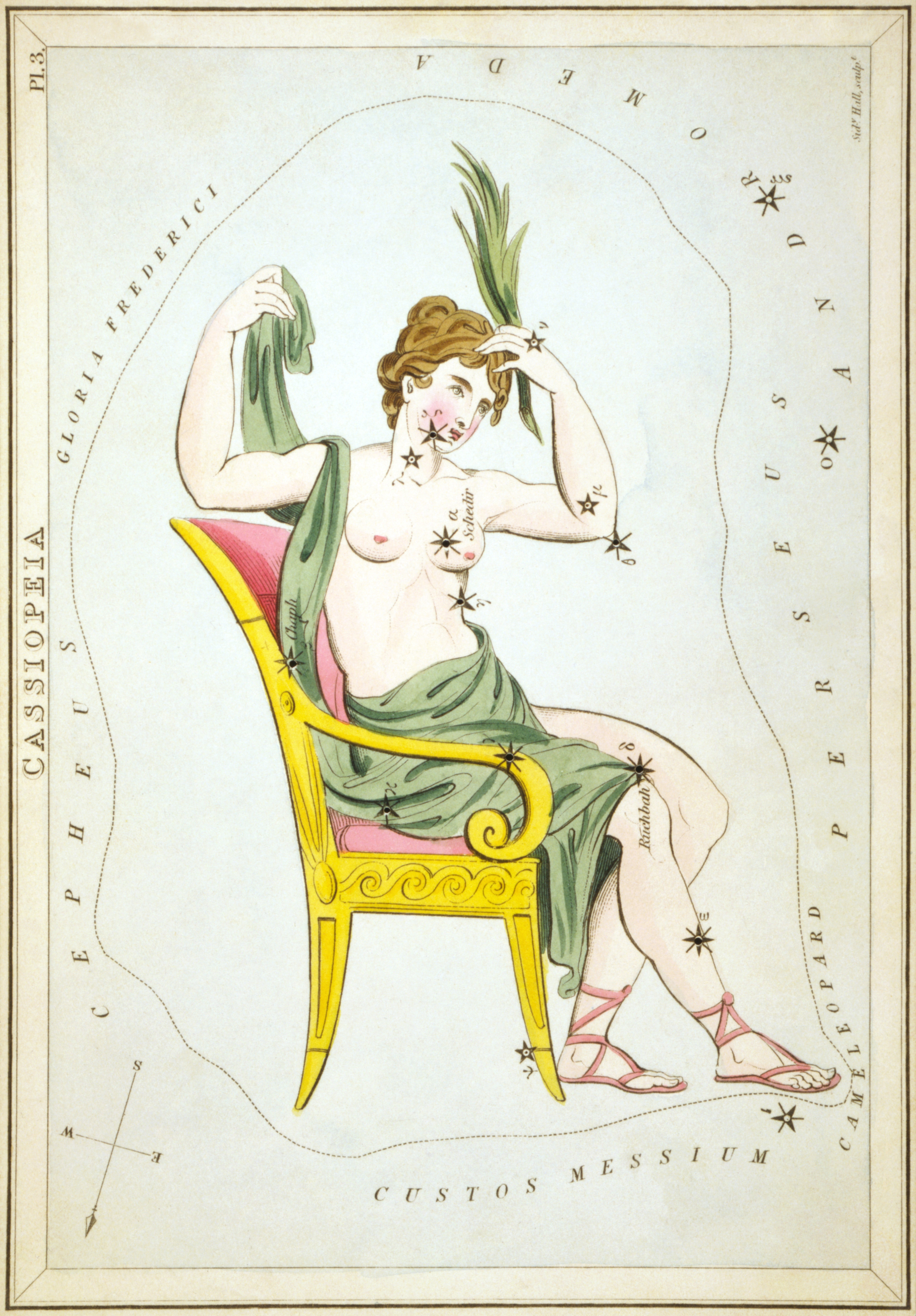
Картка 3. Кассіопея.
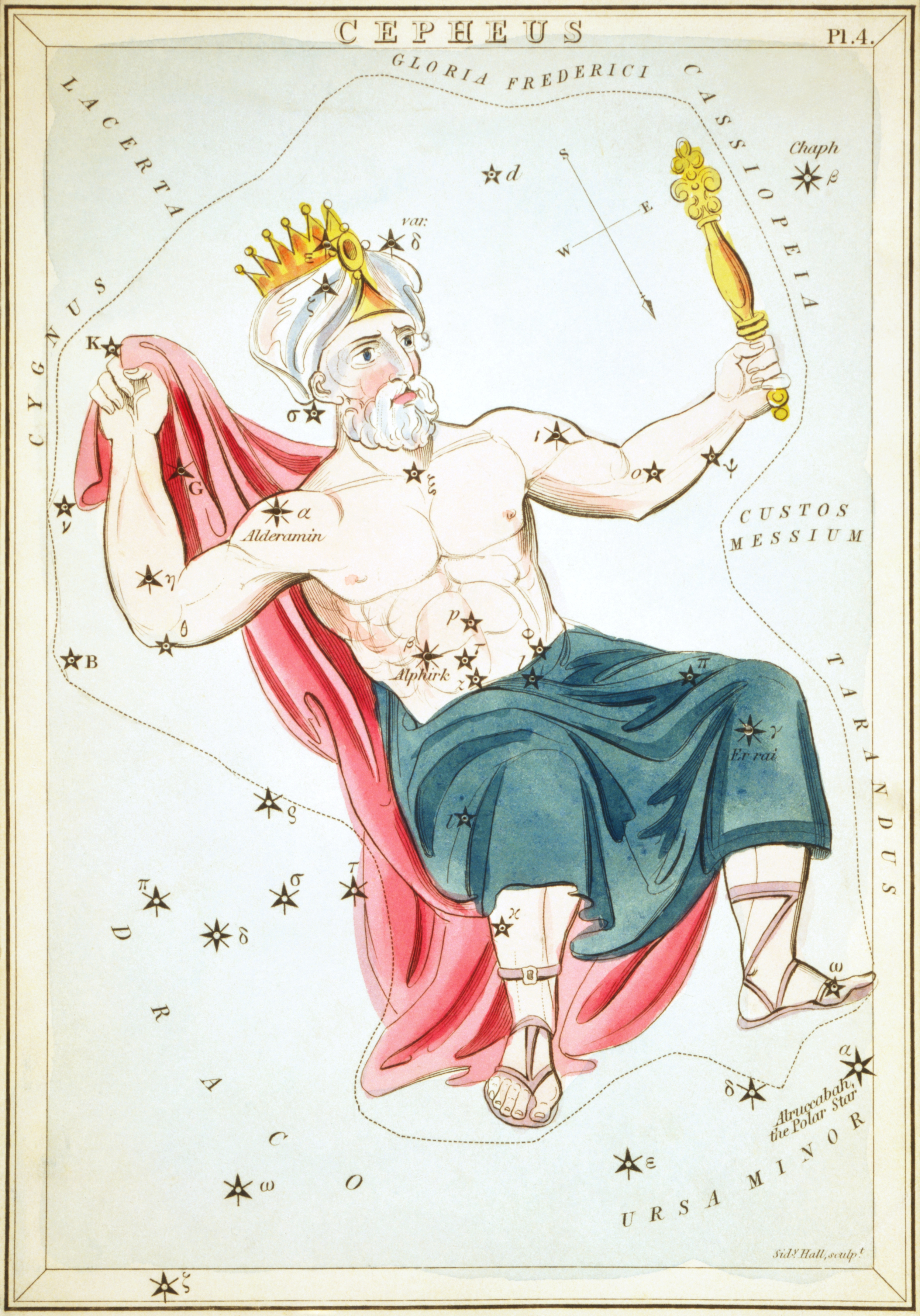
Картка 4. Цефей.
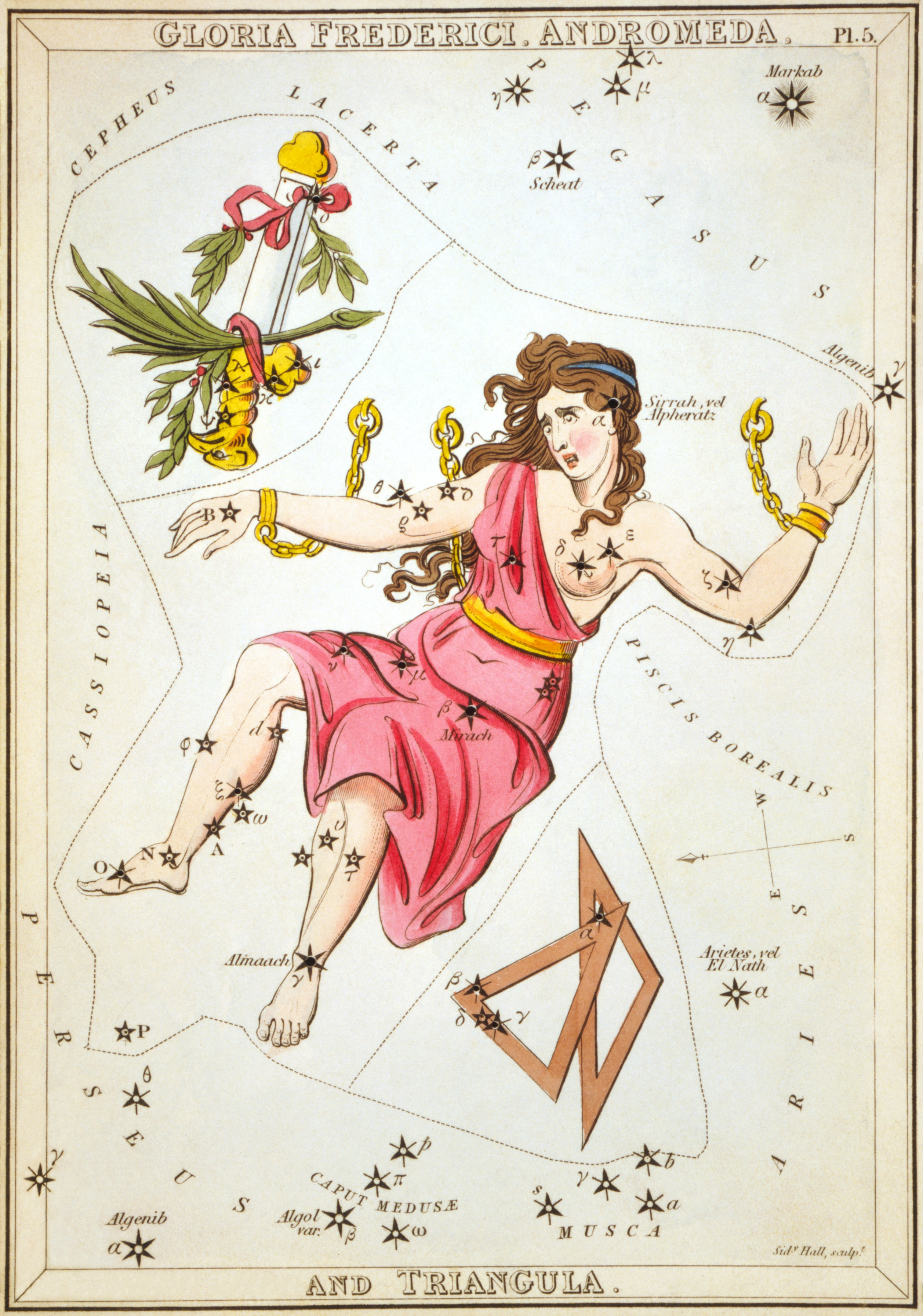
Картка 5. Андромеда, Слава Фрідріха та Трикутники.
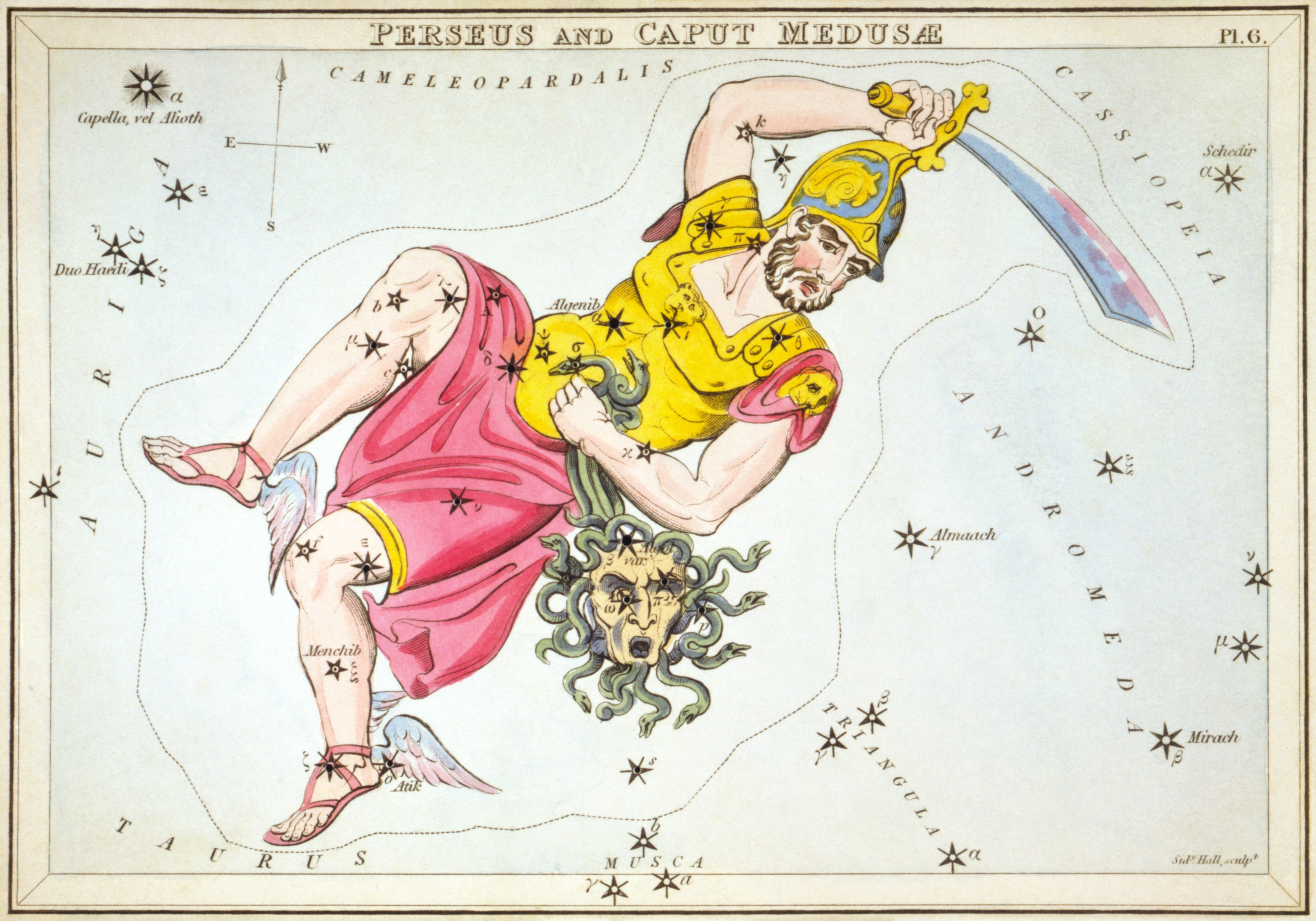
Картка 6. Персей з головою Медузи Горгони.
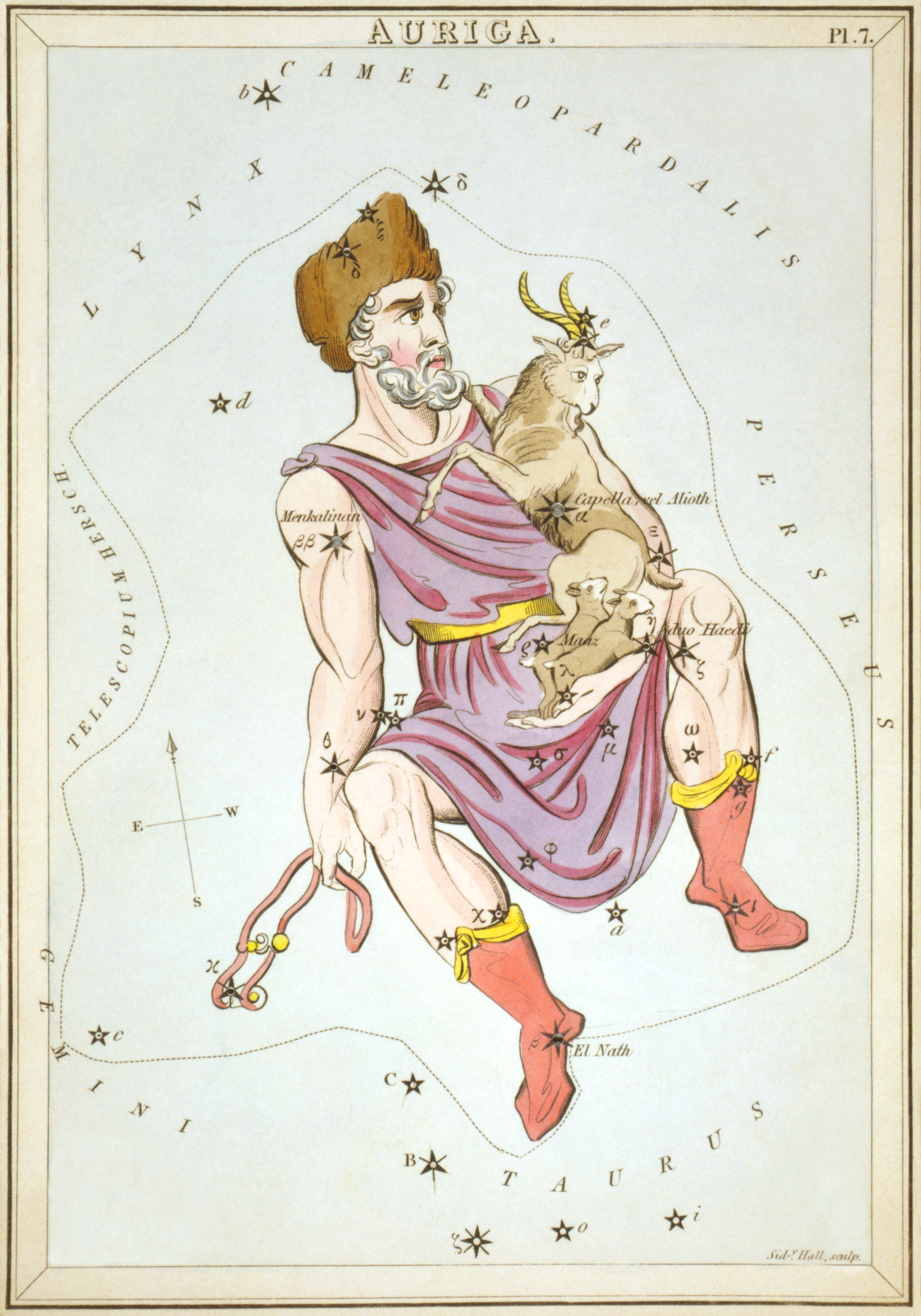
Картка 7. Візничий.
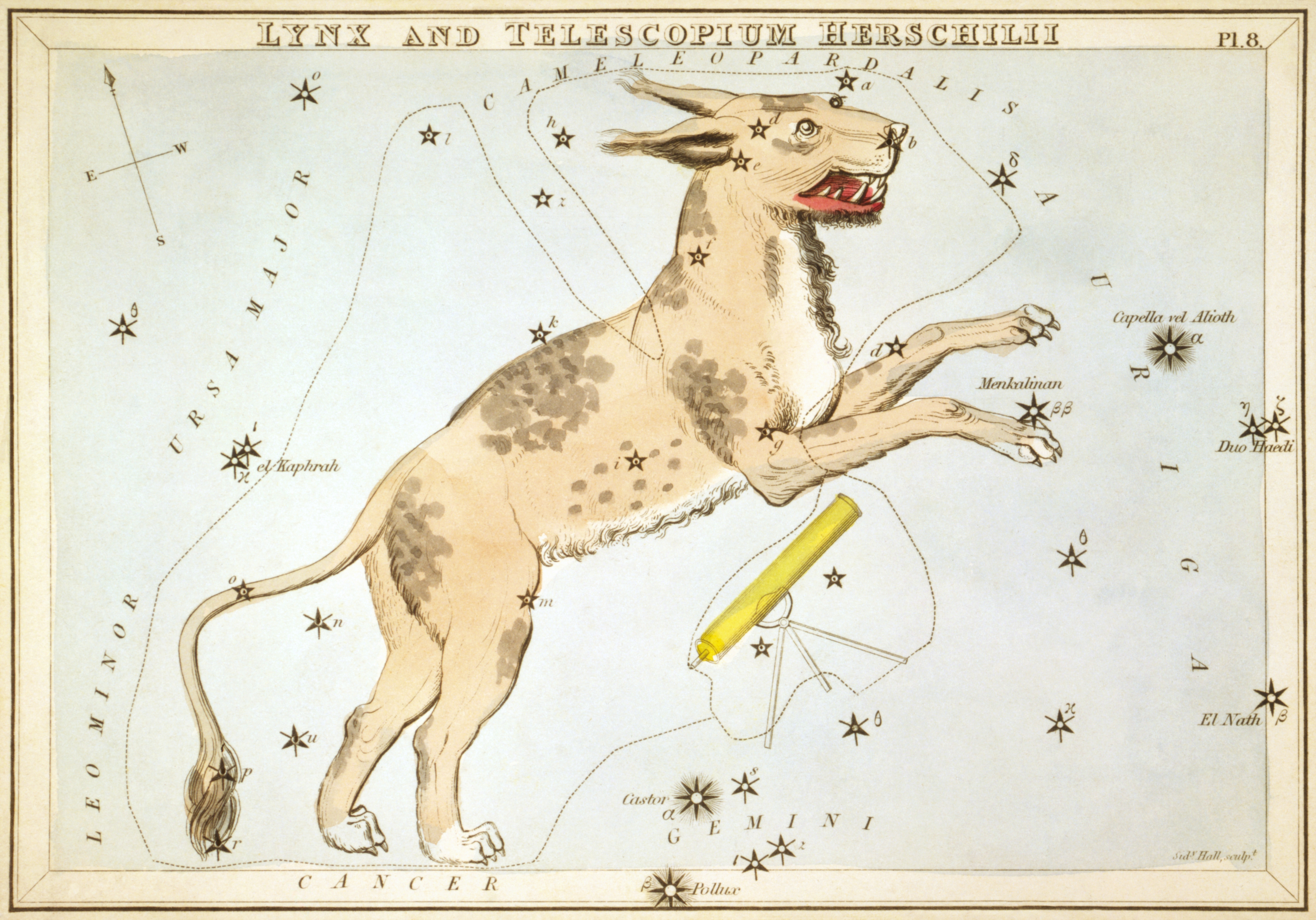
Картка 8. Рись та Телескоп Гершеля.
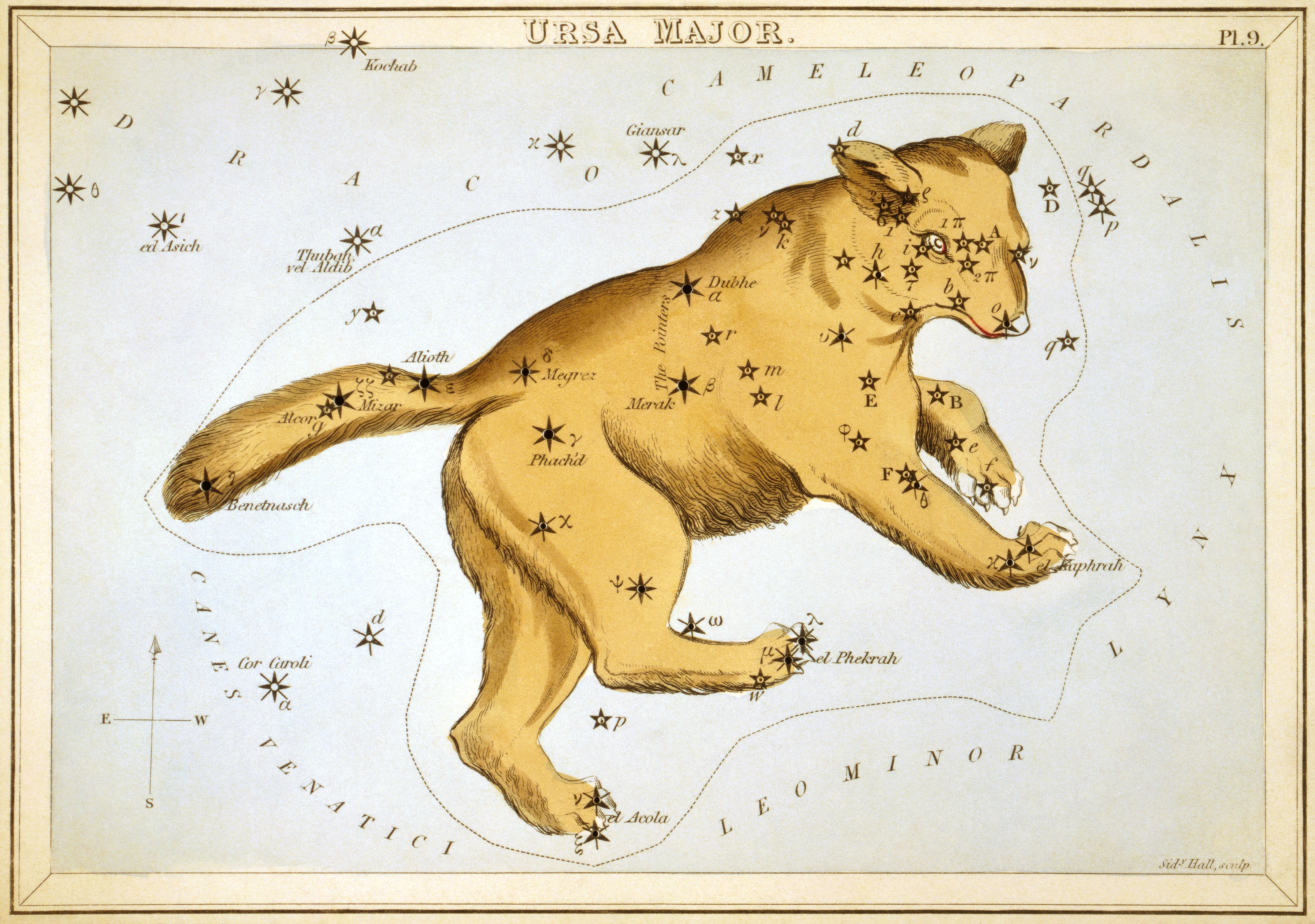
Картка 9. Велика Ведмедиця.
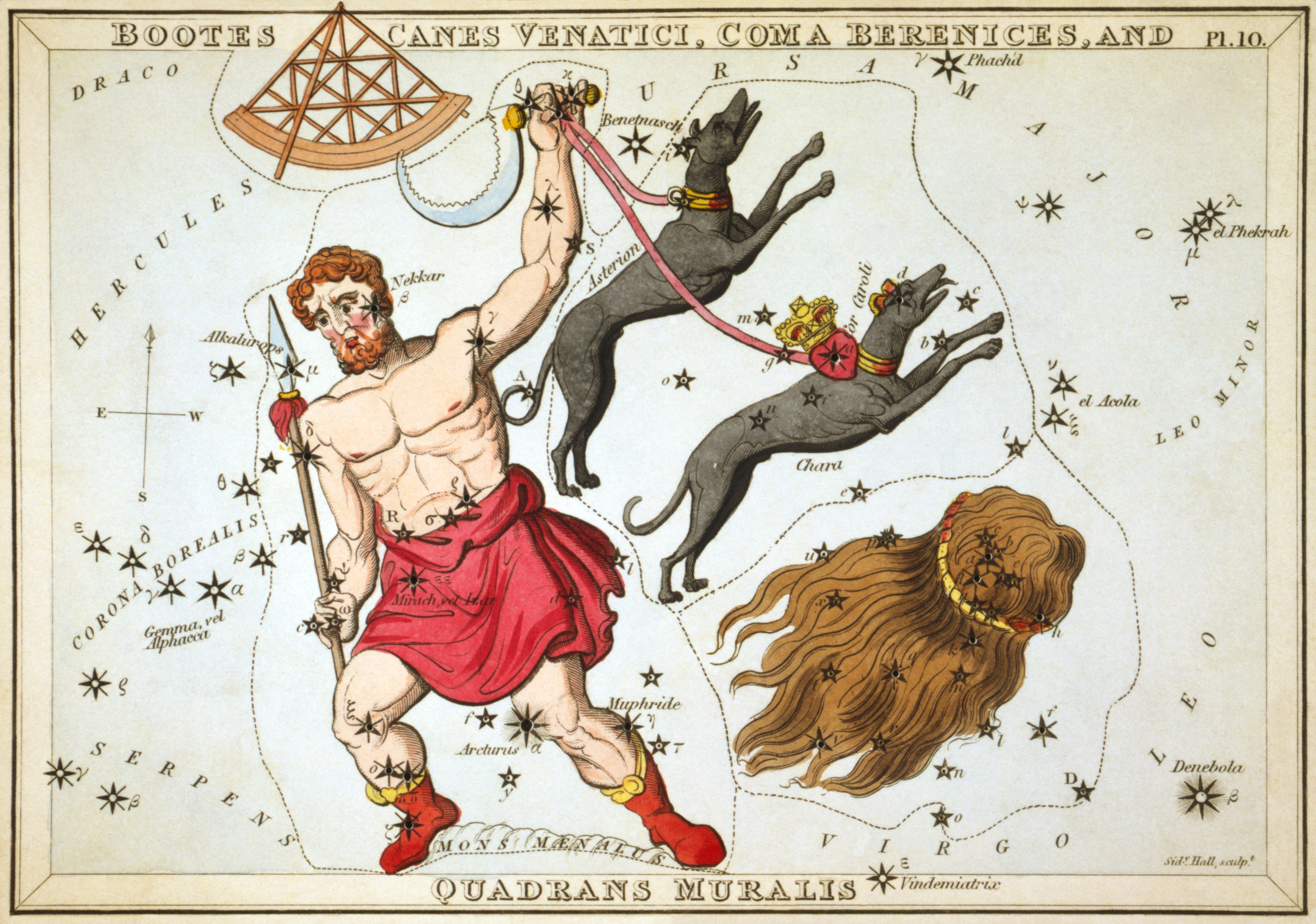
Картка 10. Волопас, Гончі Пси, Волосся Вероніки та Настінний Квадрант.
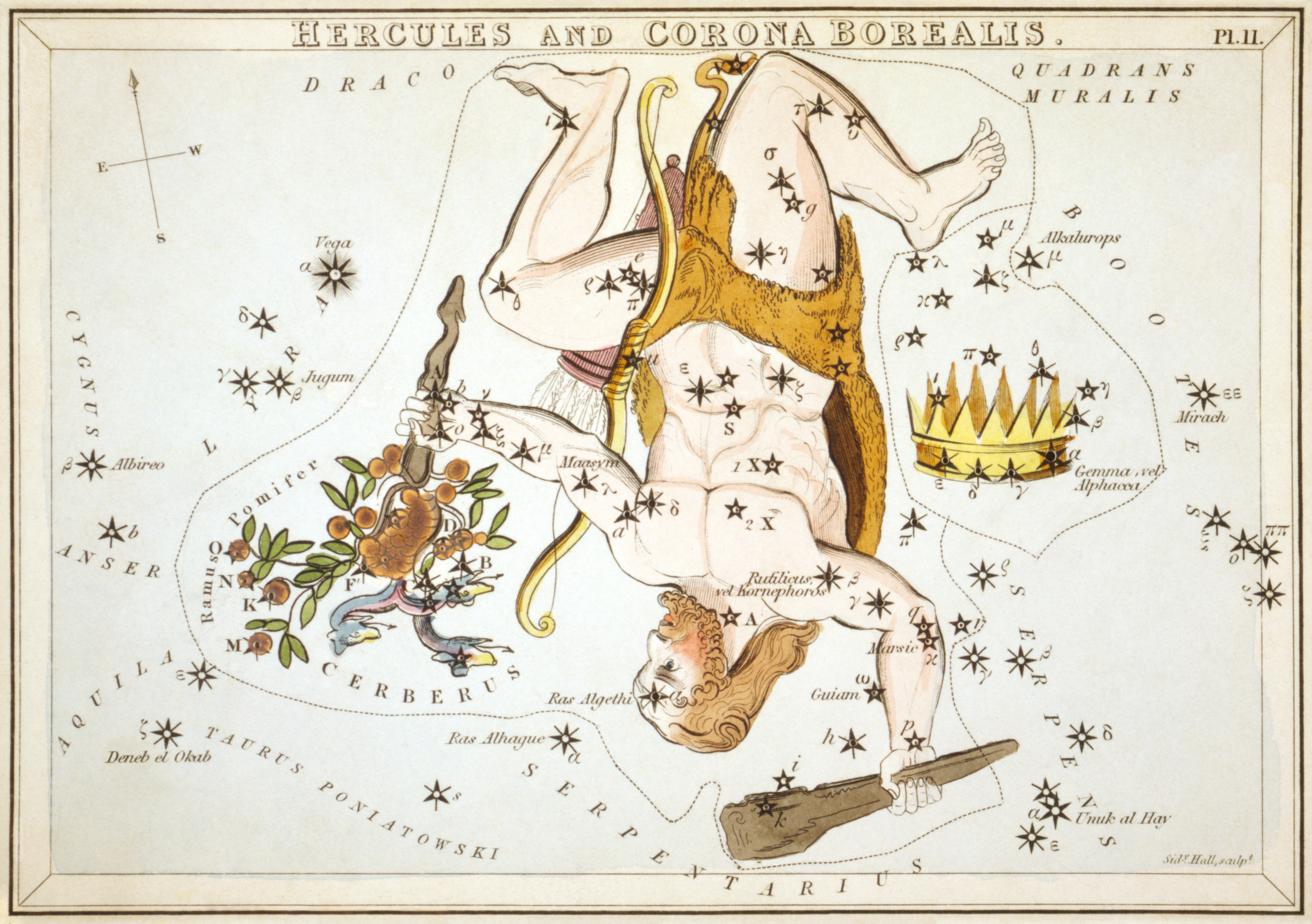
Картка 11. Геркулес та Північна Корона.
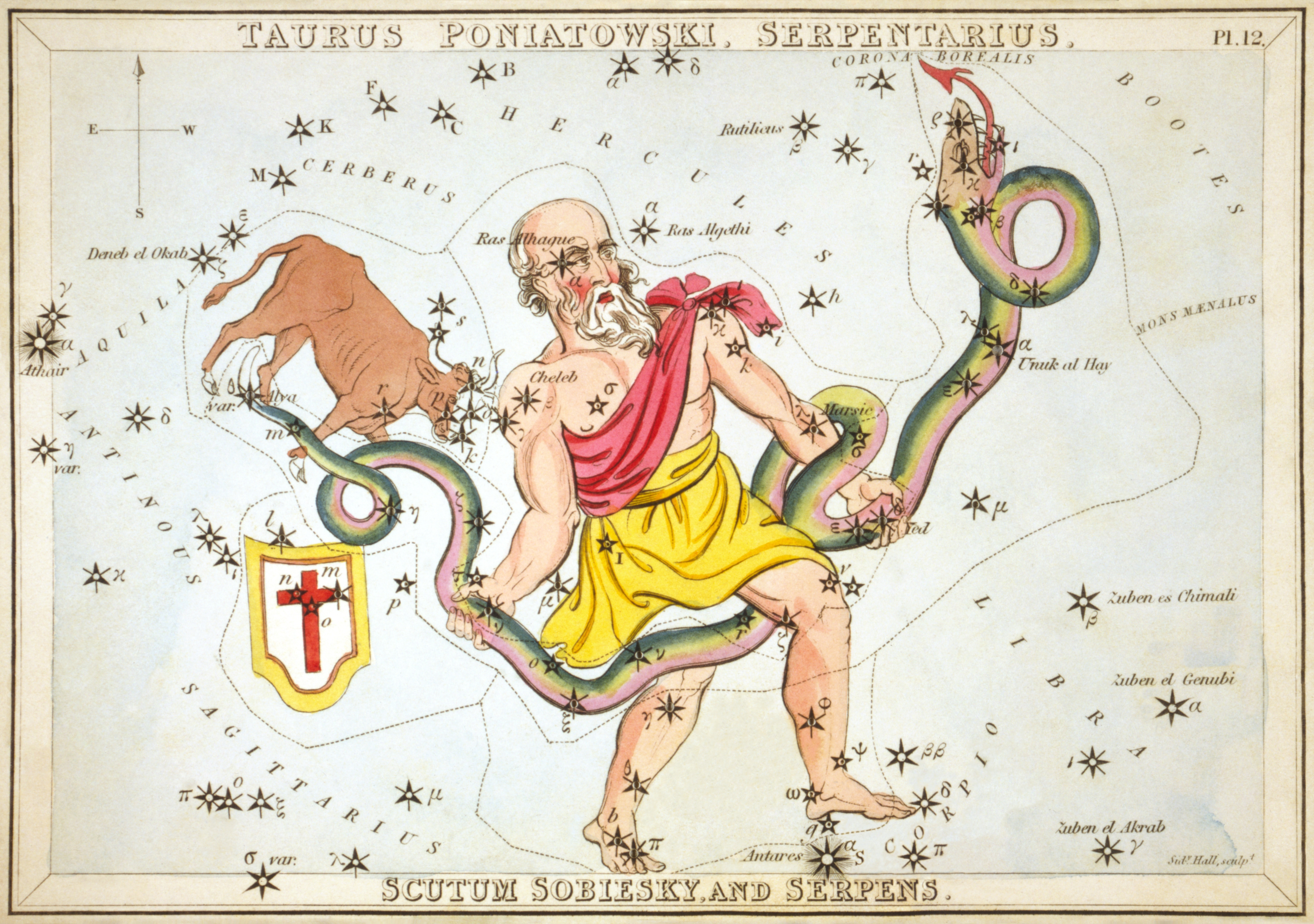
Картка 12. Змієносець, Змія, Телець Понятовського та Щит Собеського.
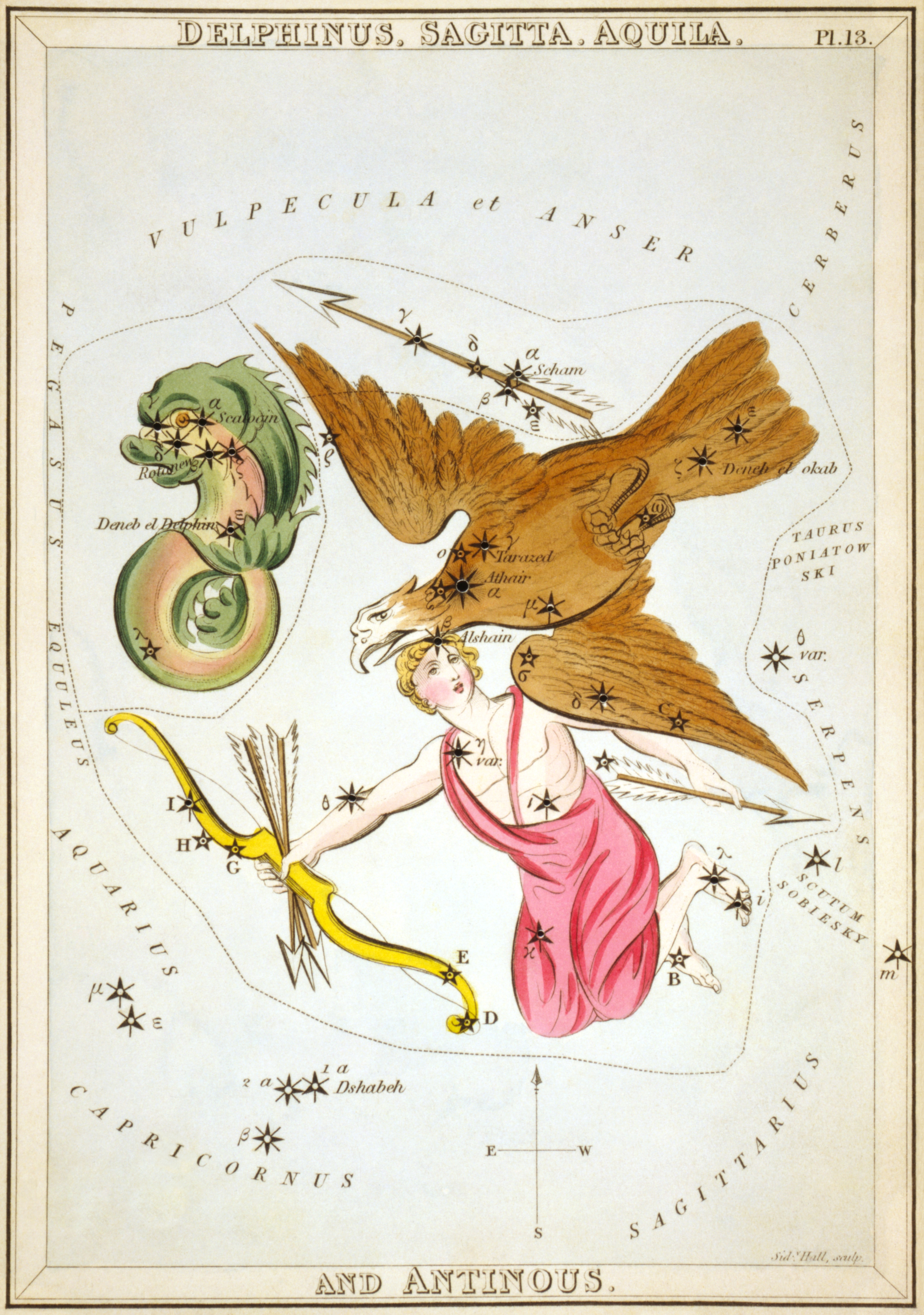
Картка 13. Орел, Дельфін, Антіной та Стріла.
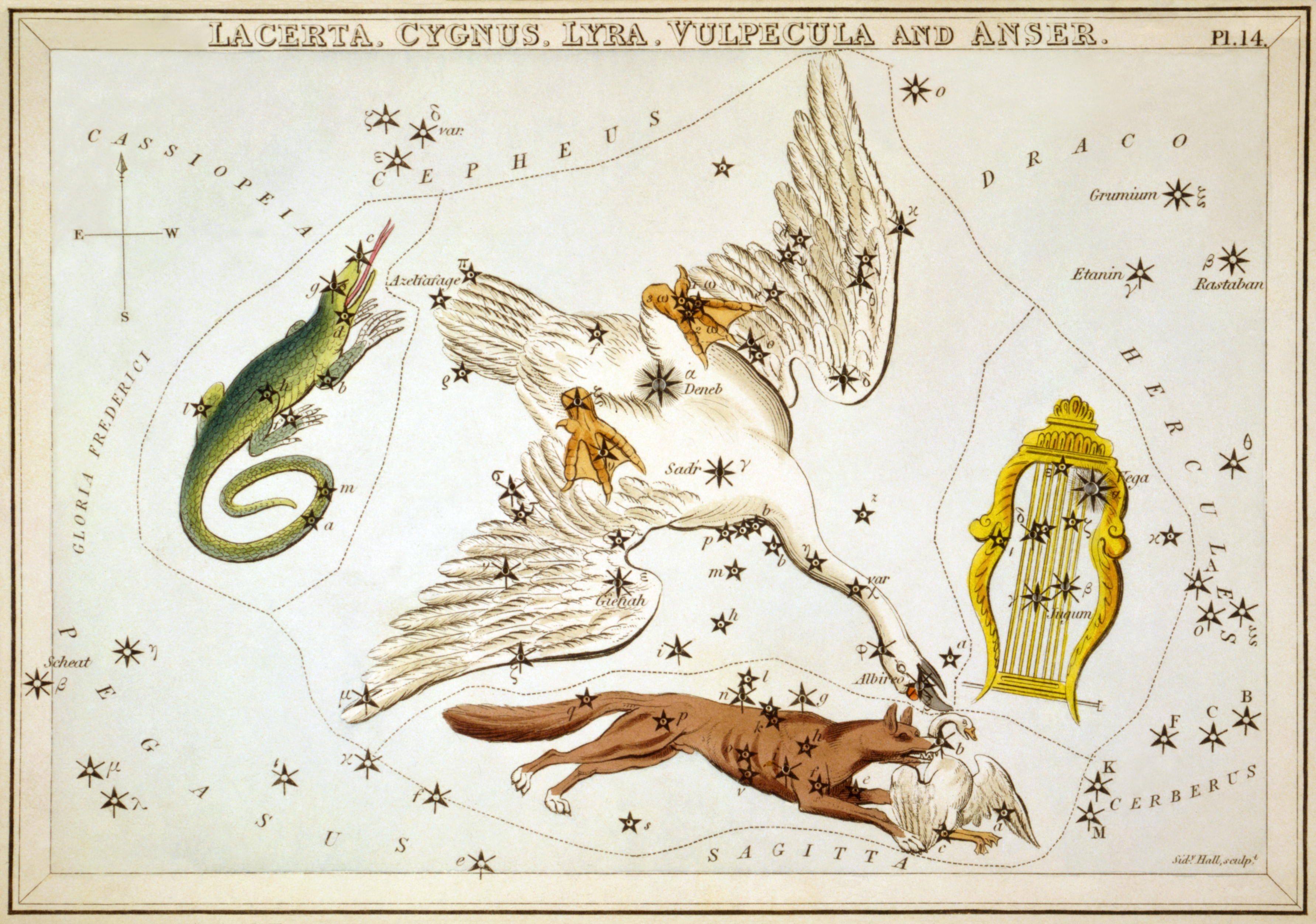
Картка 14. Лебідь, Лисиця з Гускою, Ящірка та Ліра.
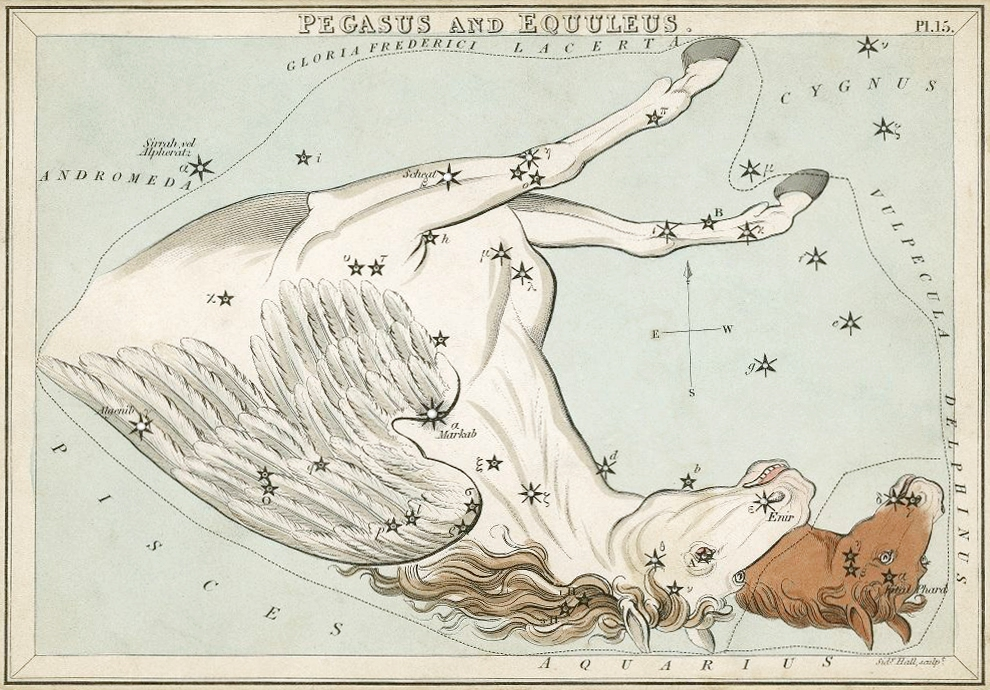
Картка 15. Пегас та Малий Кінь.
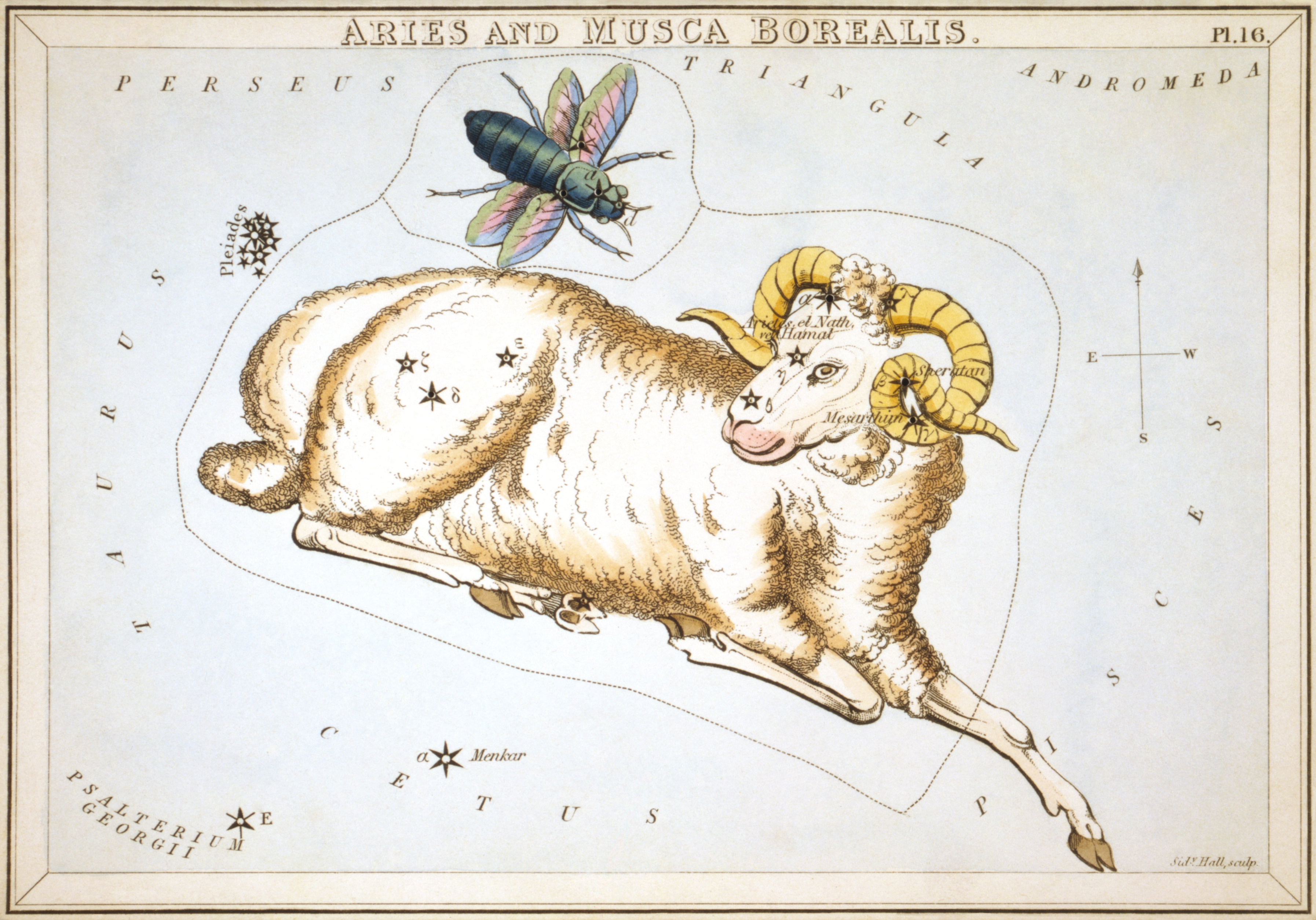
Картка 16. Овен та Північна Муха.
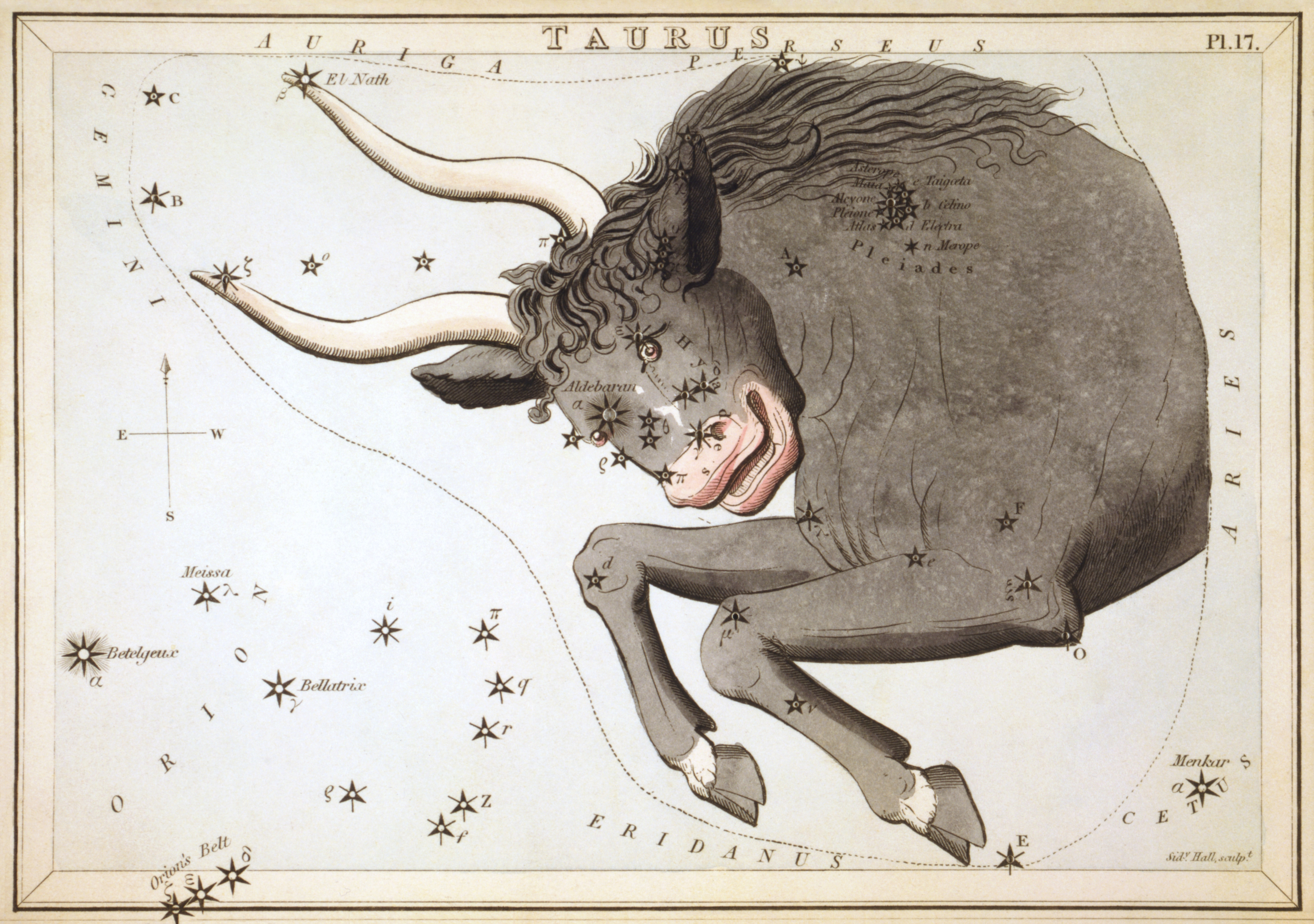
Картка 17. Телець.
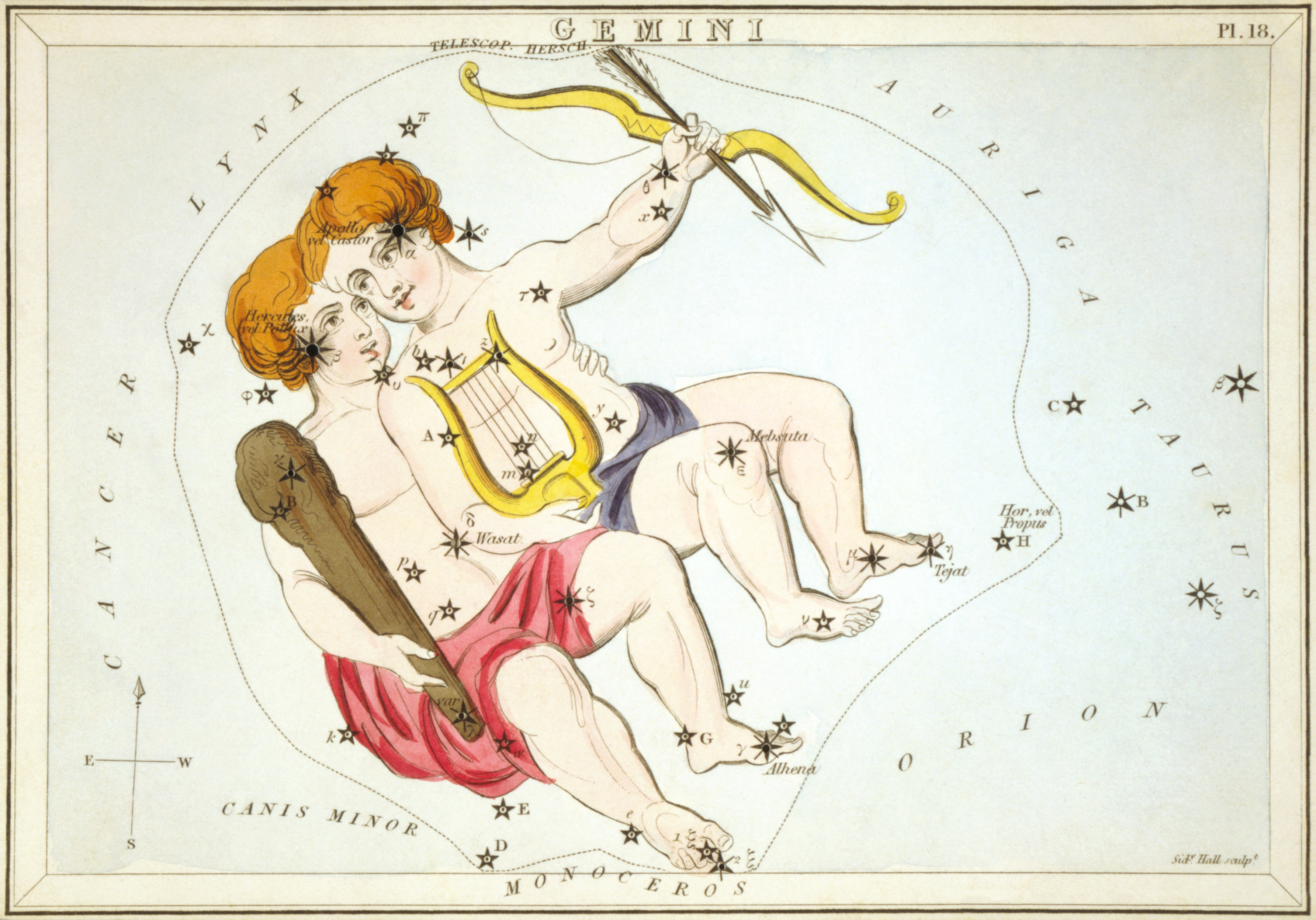
Картка 18. Близнята.
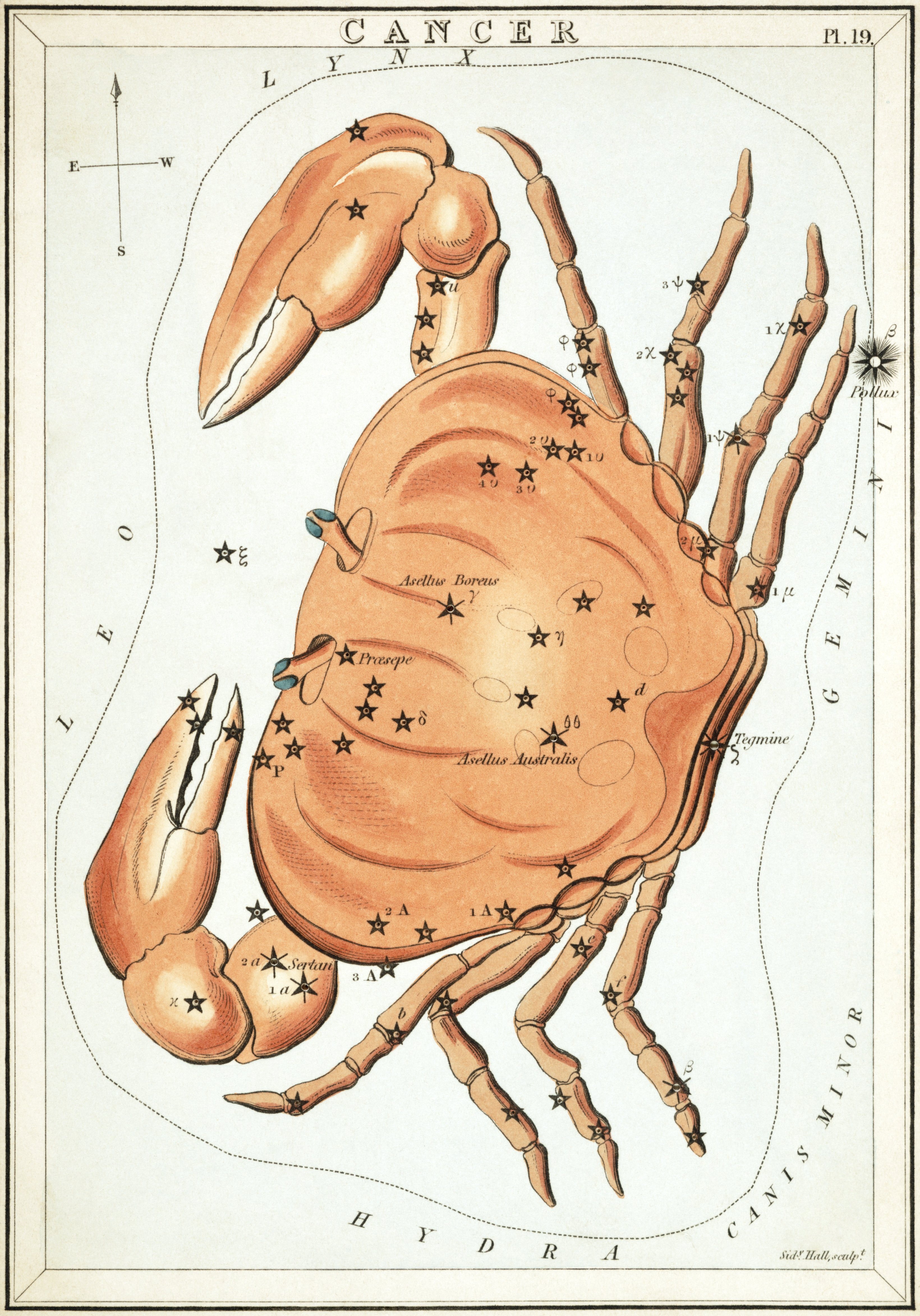
Картка 19. Рак.
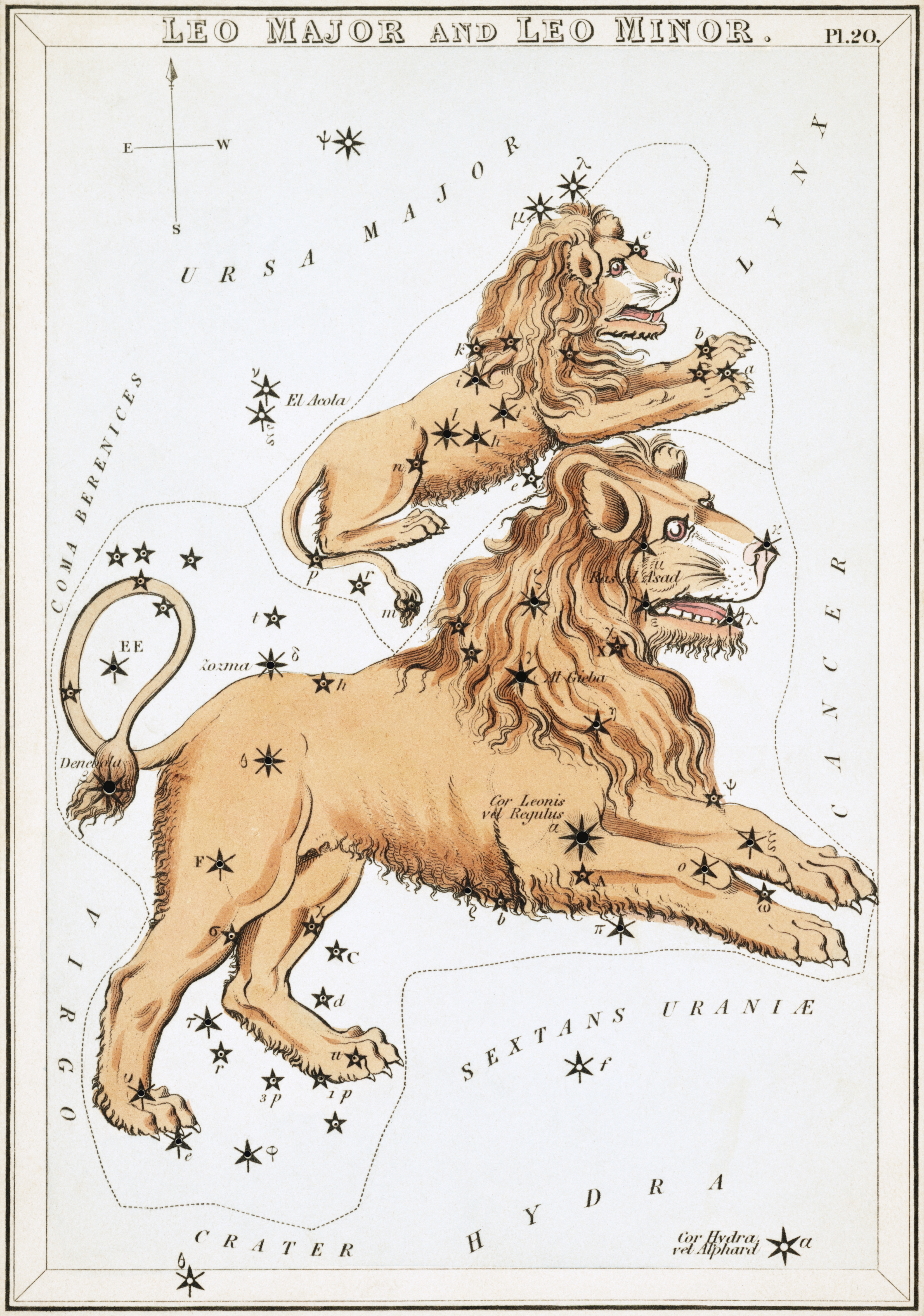
Картка 20. Лев та Малий Лев.
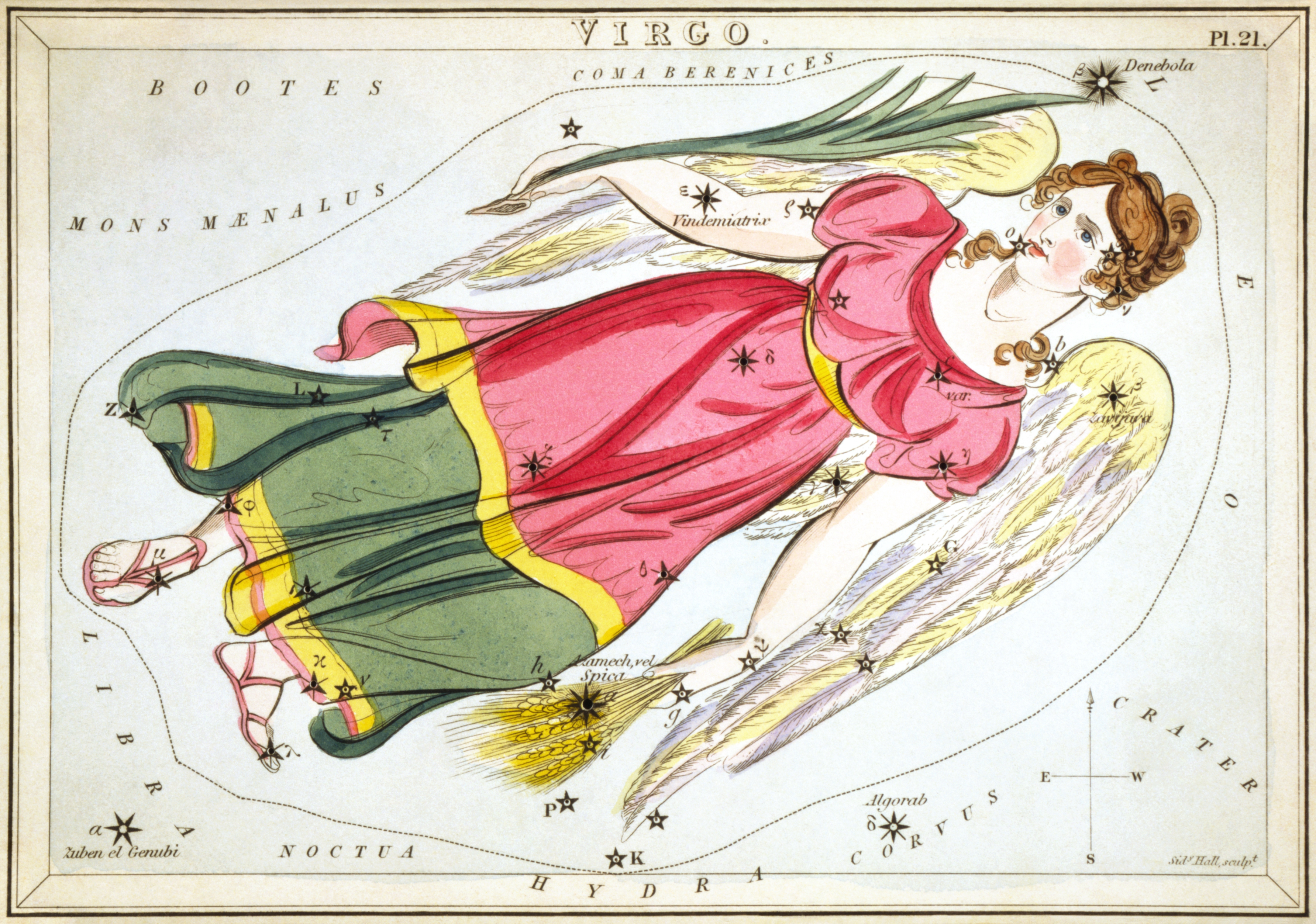
Картка 21. Діва.
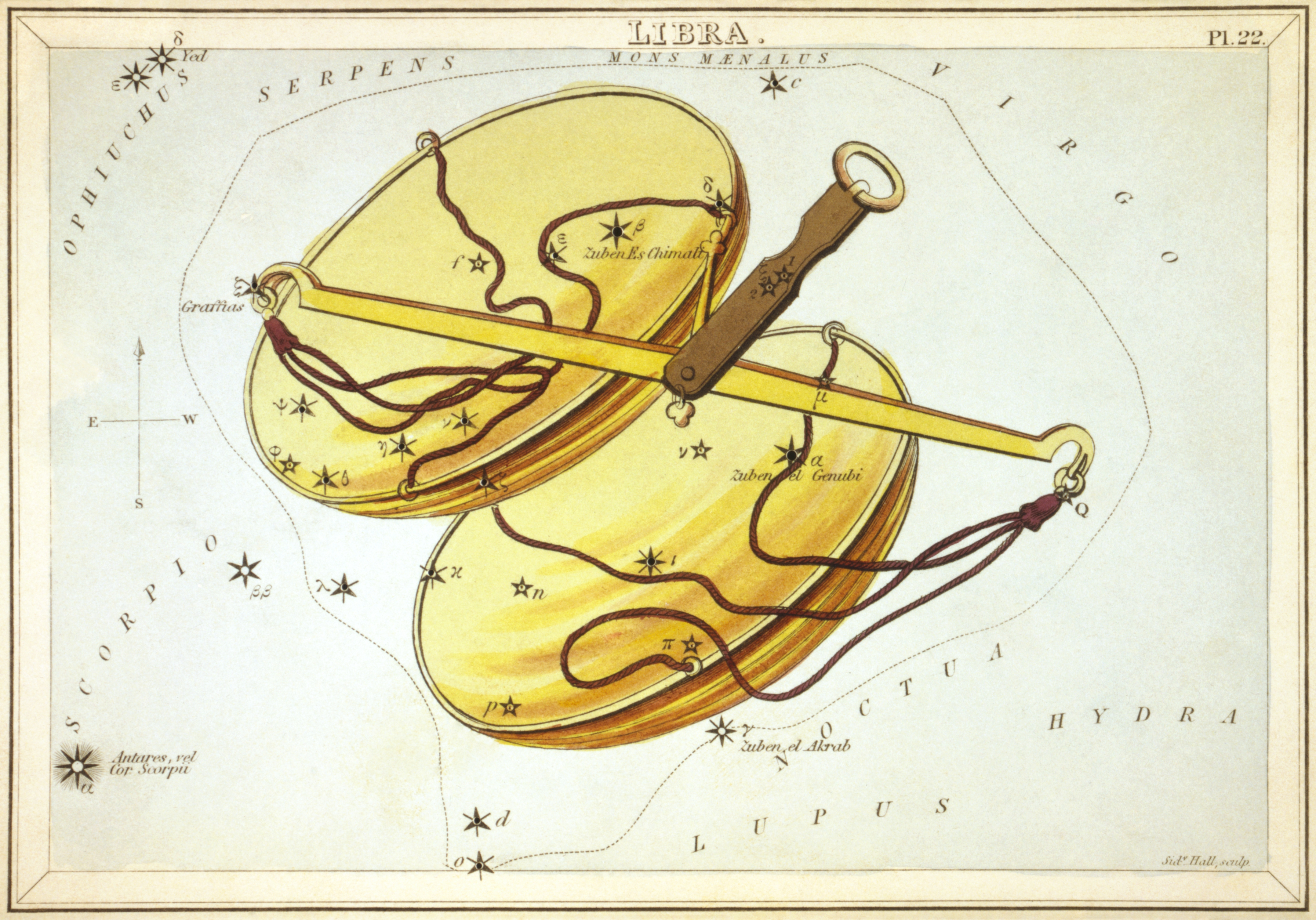
Картка 22. Терези.
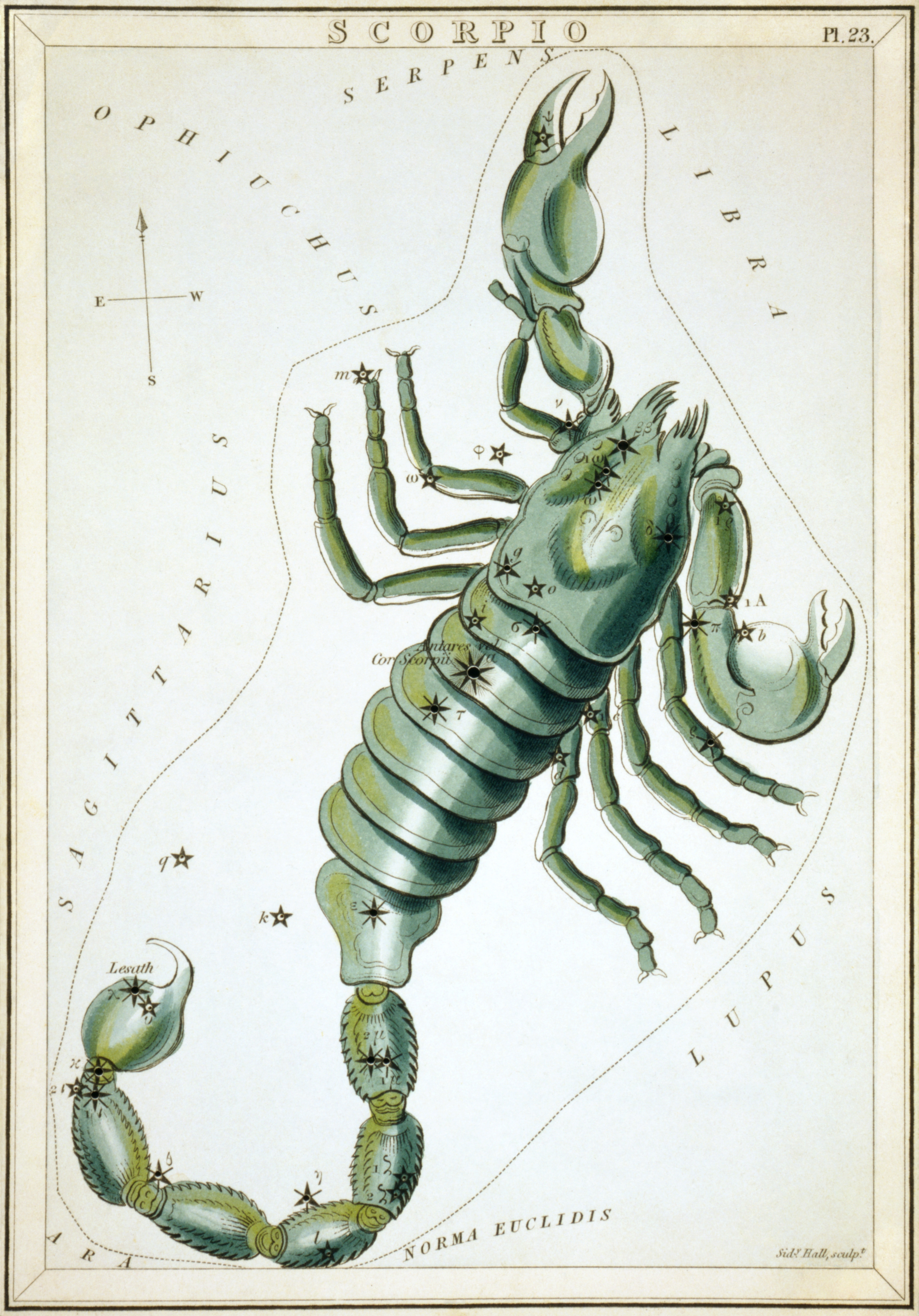
Картка 23. Скорпіон.
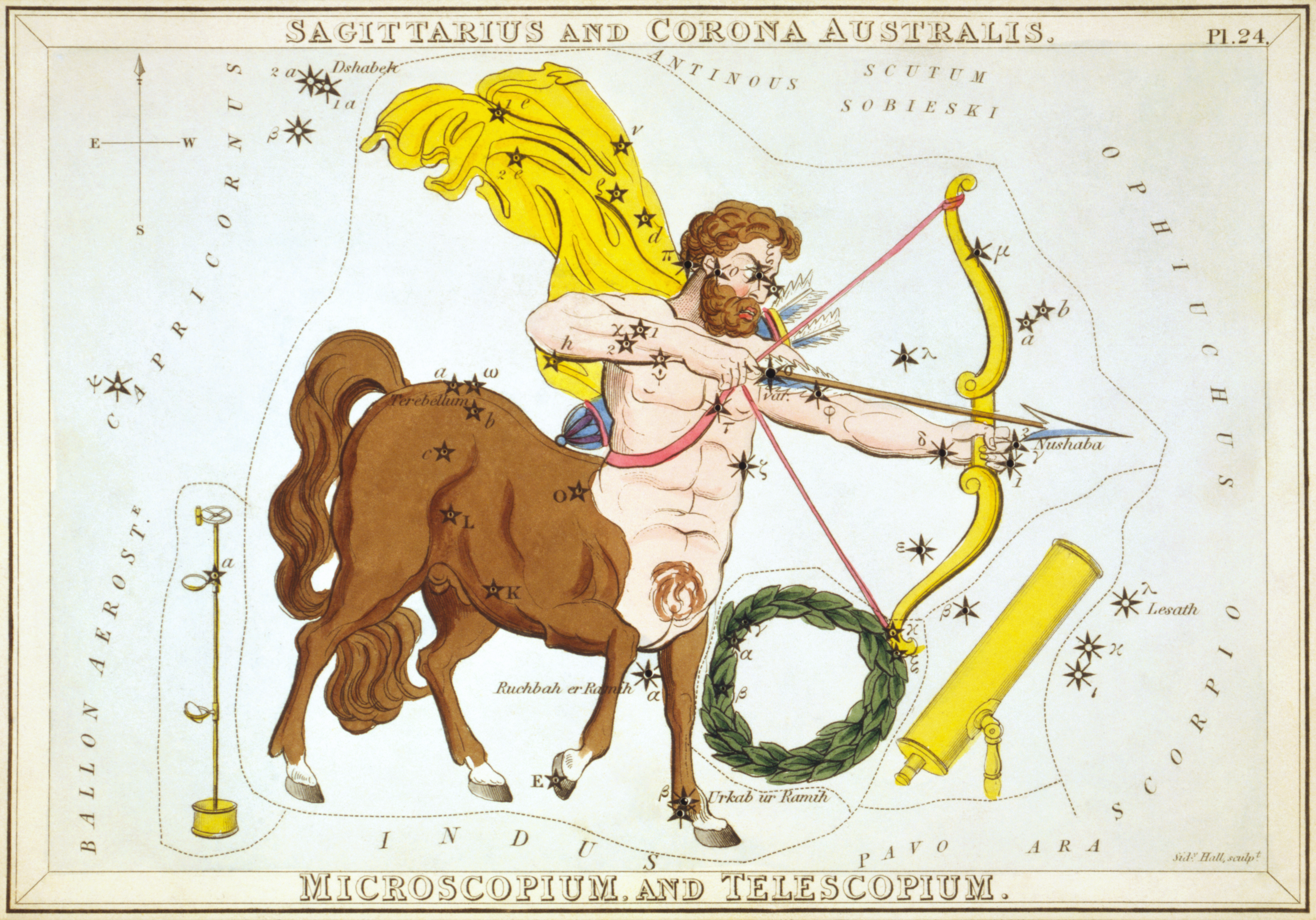
Картка 24. Стрілець, Південна Корона, Мікроскоп та Телескоп.
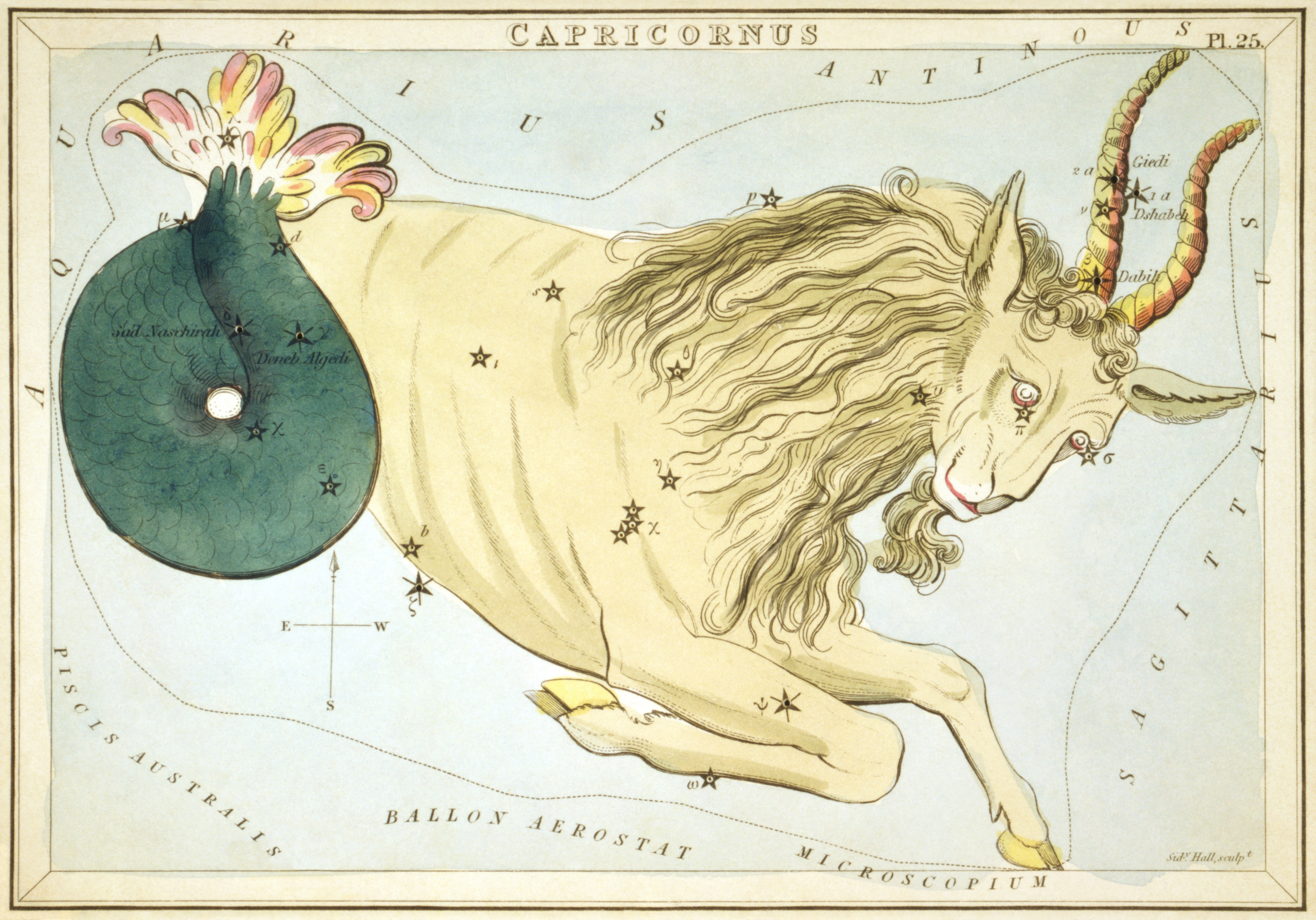
Картка 25. Козеріг.
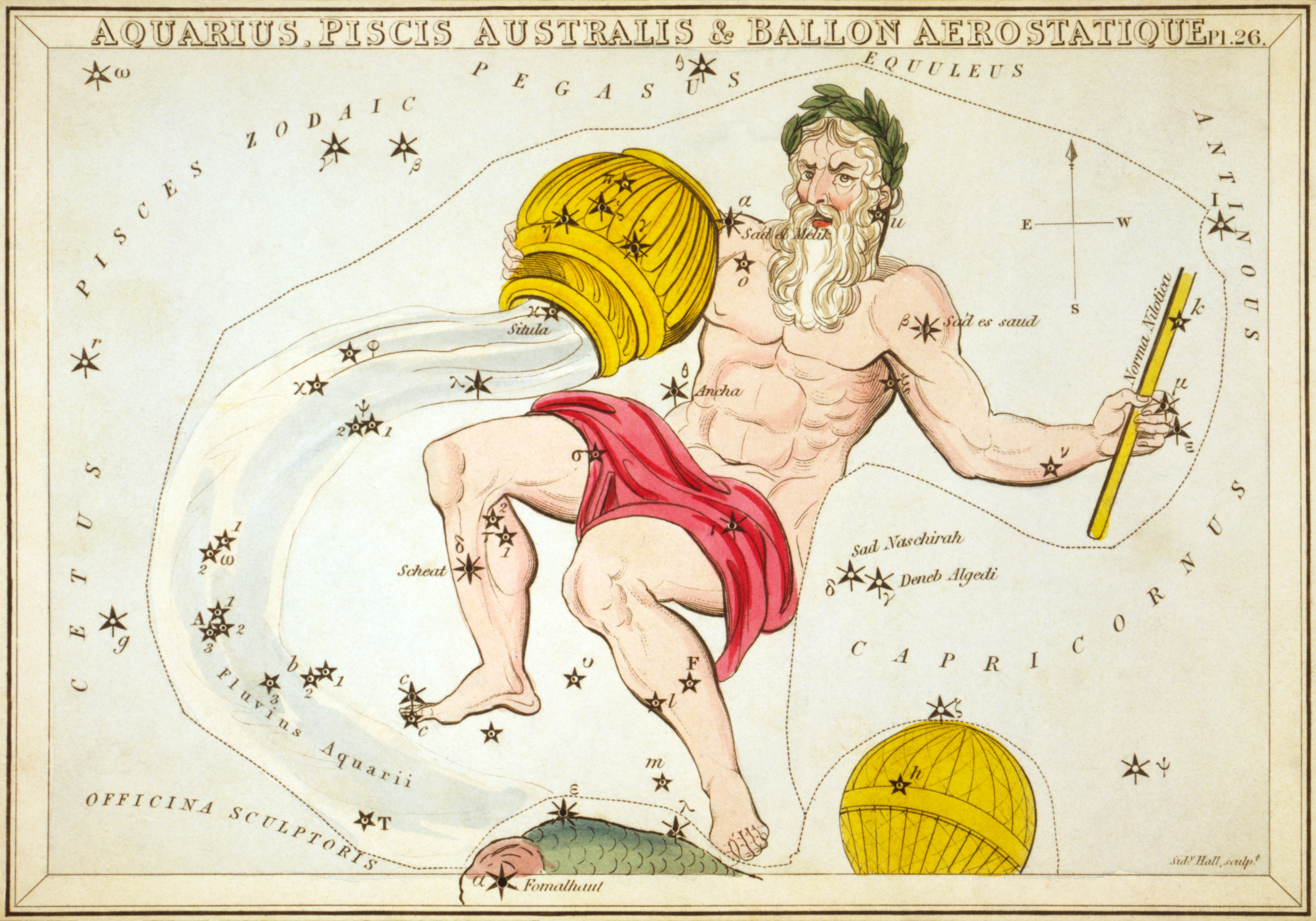
Картка 26. Водолій, Південна Риба та Повітряна Куля.
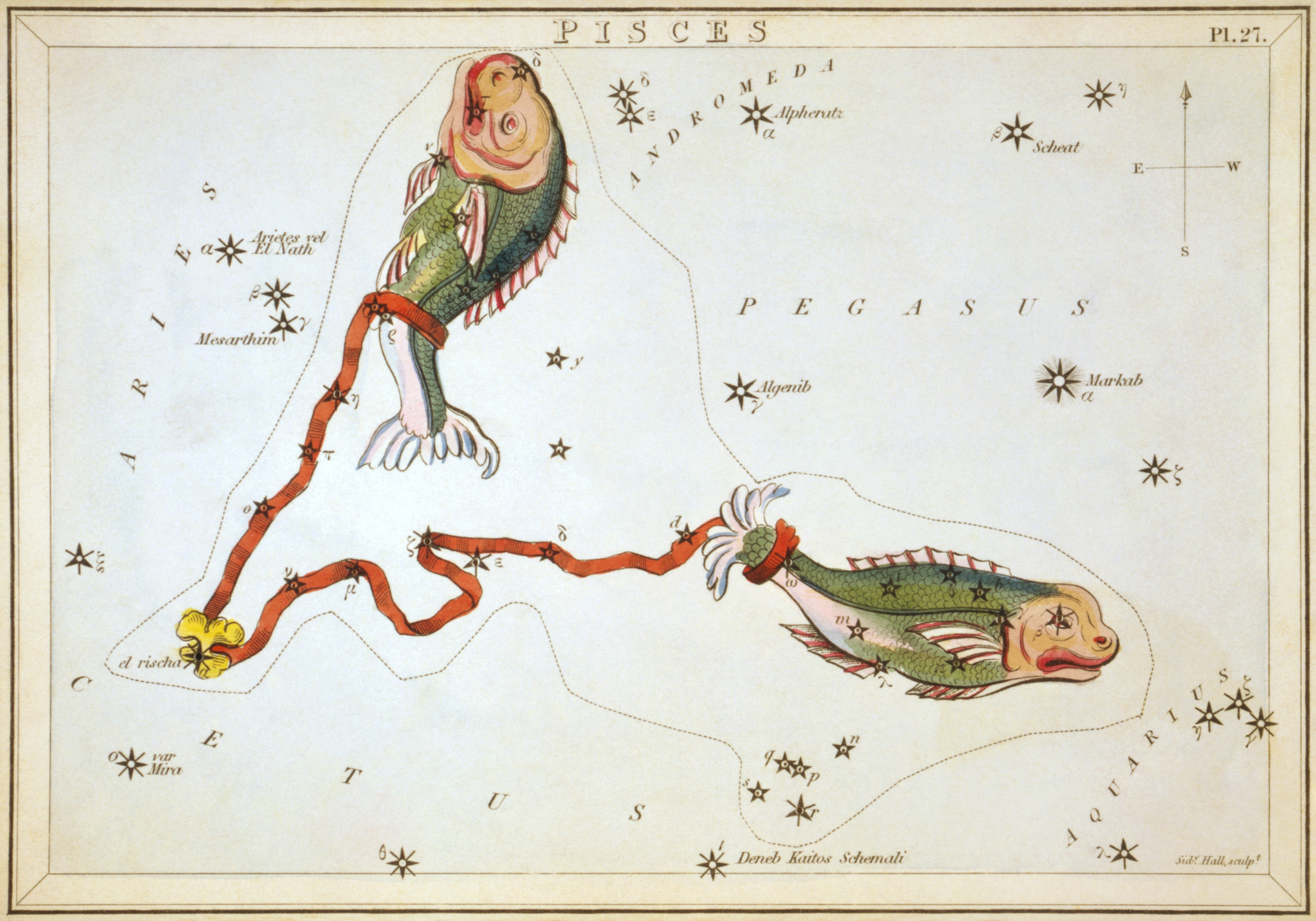
Картка 27. Риби.
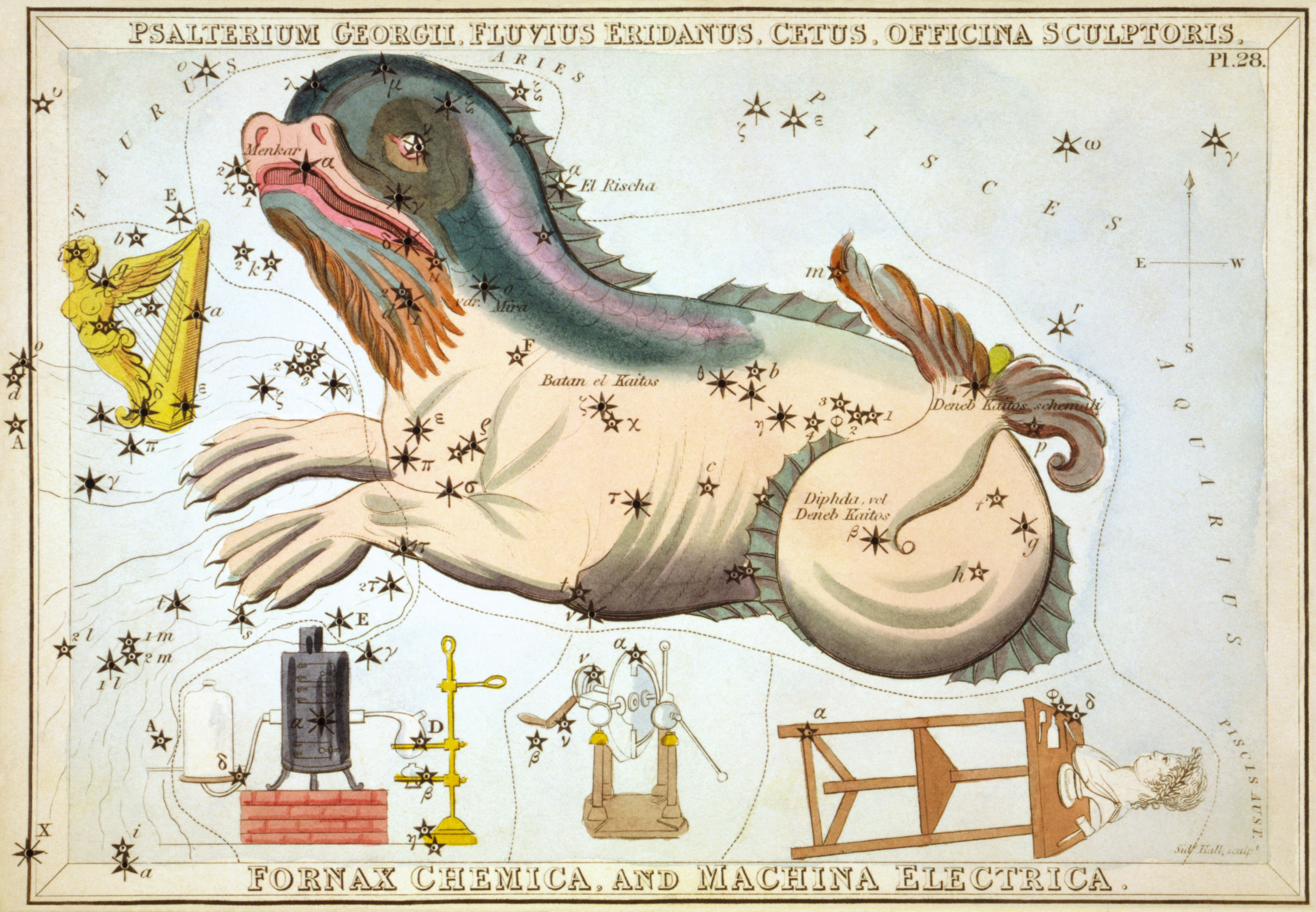
Картка 28. Кит, Ерідан, Арфа Георгія, Хімічна піч, Електрична Машина та Майстерня Скульптора.
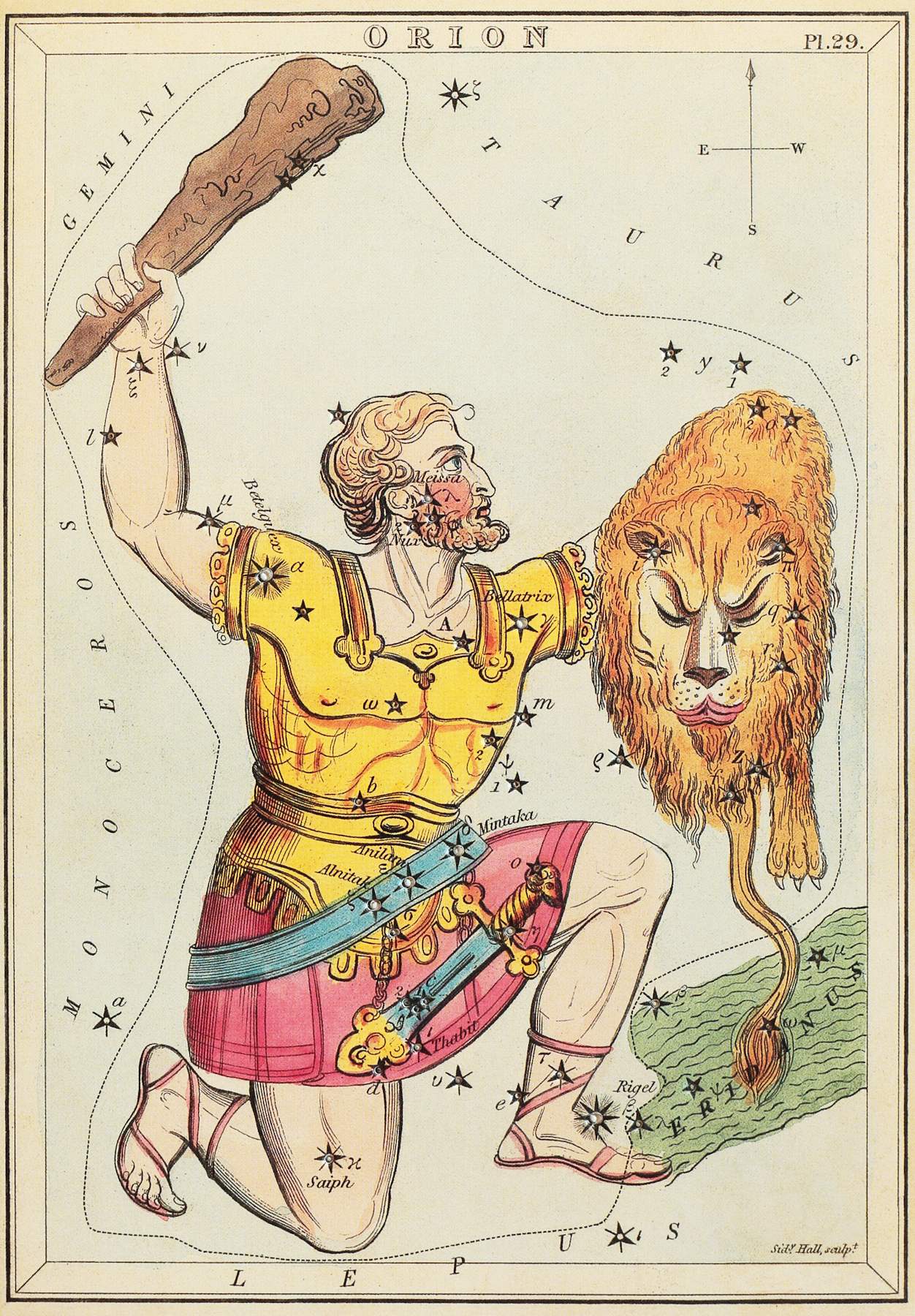
Картка 29. Оріон.
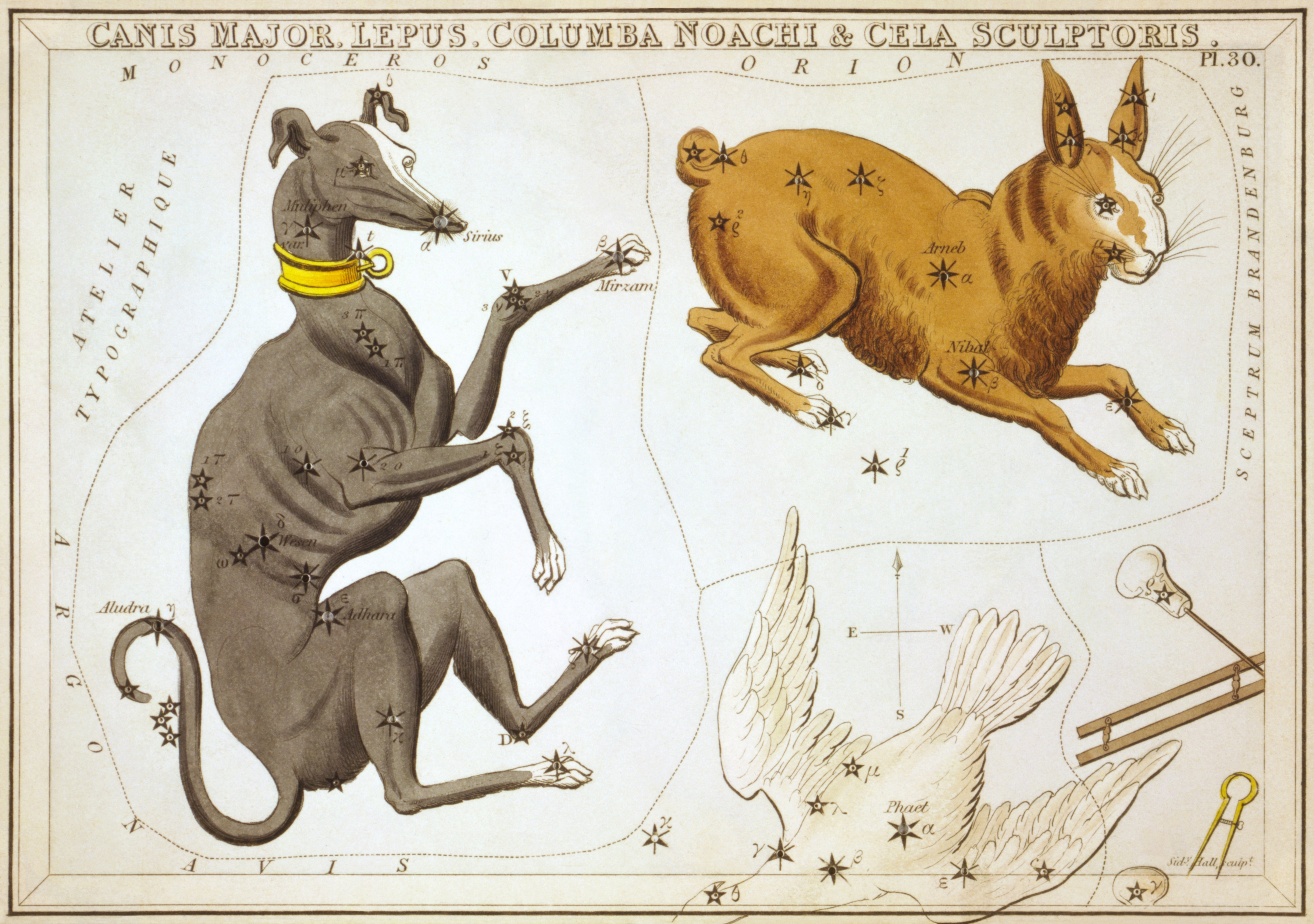
Картка 30. Великий Пес, Заєць, Ноєва Голубка та Різець Скульптора.
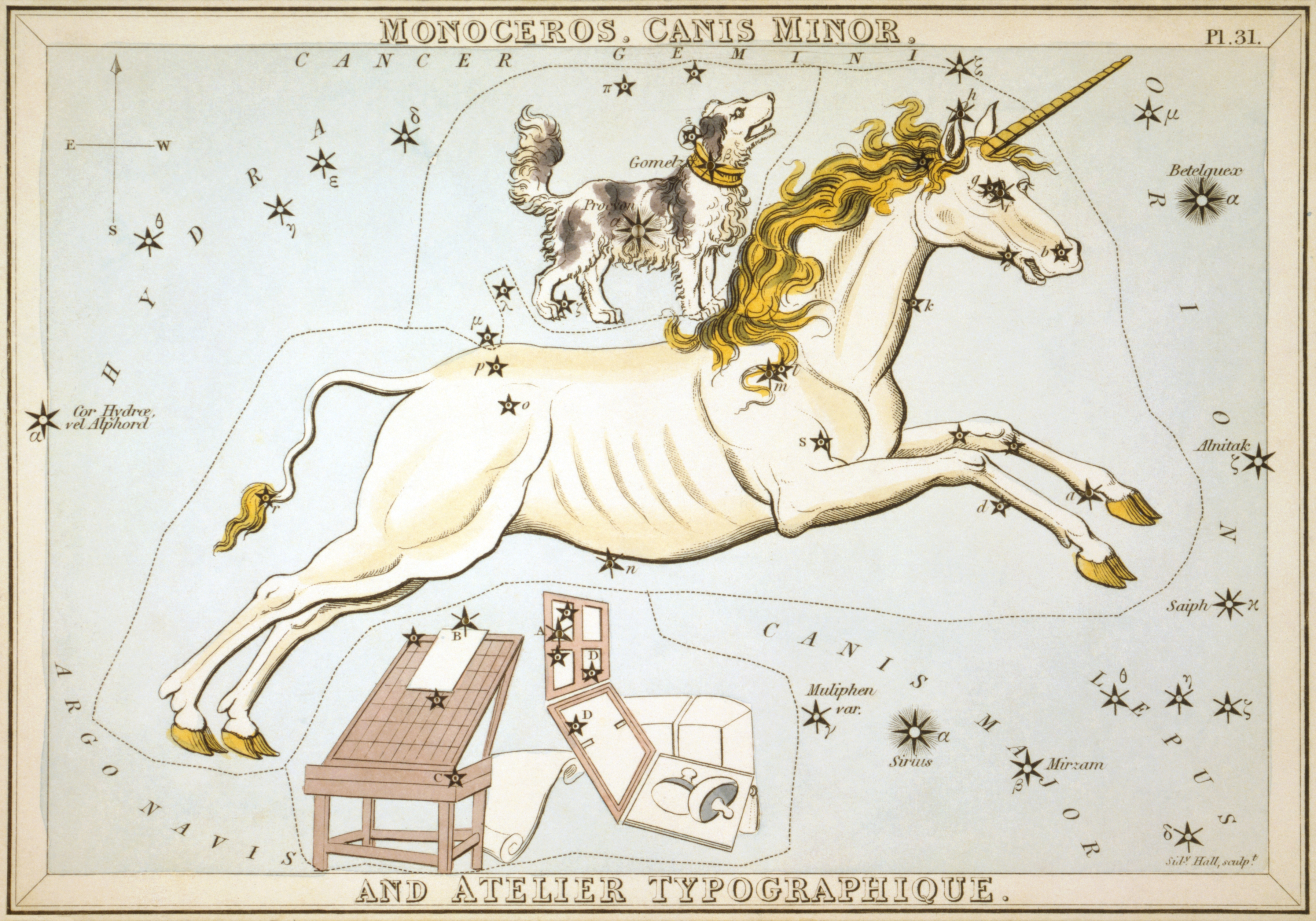
Картка 31. Єдиноріг, Малий Пес та Типографія.
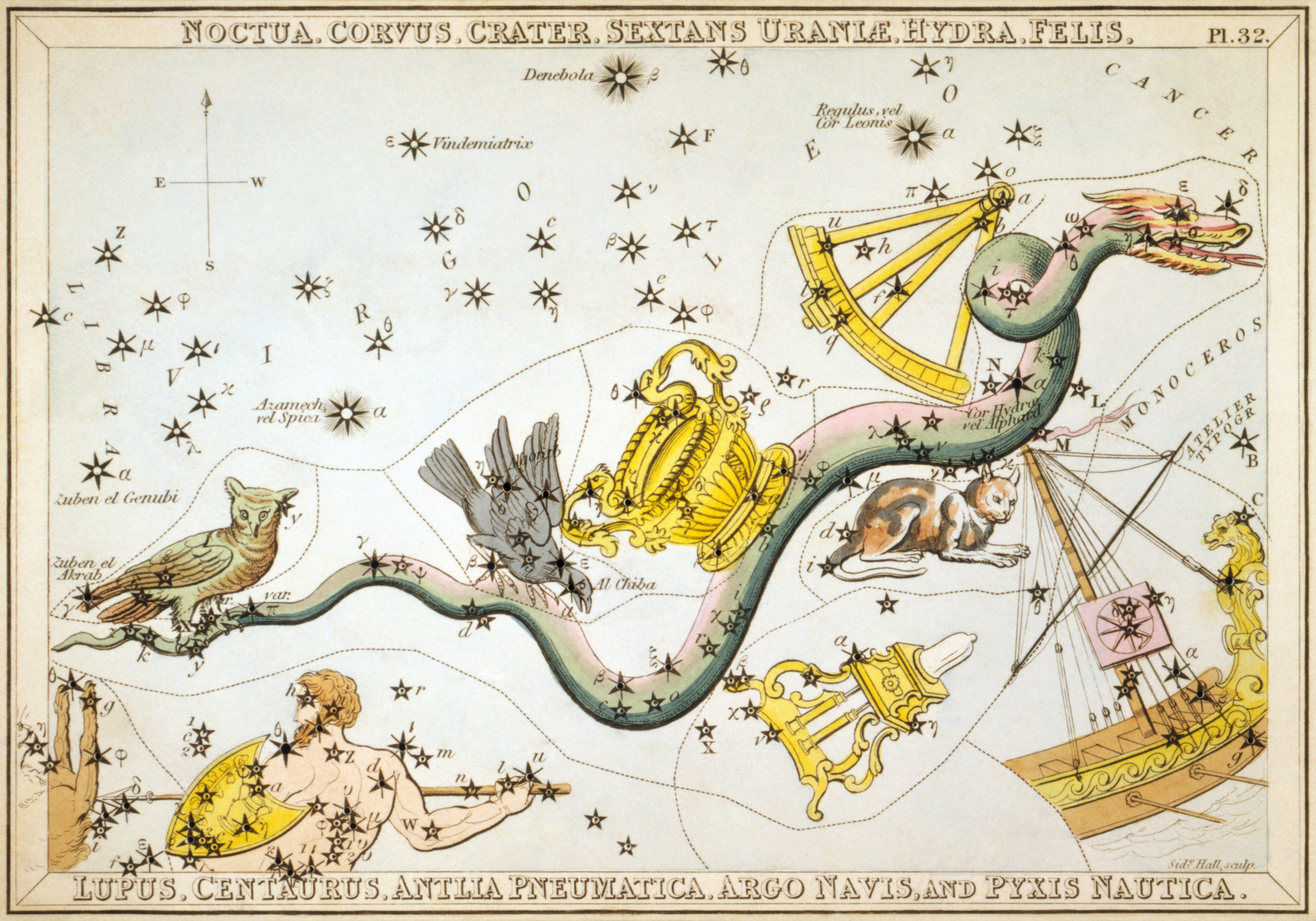
Картка 32. Гідра, Сова, Ворон, Чаша, Секстант Уранії, Кішка, Вовк, Кентавр, Повітряний Насос, Корабель Арго та Морський компас.